# Avrechy
Avrechy est une commune française située dans le département de l'Oise en région Hauts-de-France. Ses habitants sont appelés les Avrechois et les Avrechoises.

## Géographie

### Description
Le village d'Avrechy est situé à 65 km au nord de Paris, 25 km à l'est de Beauvais, 29 km à l'ouest de Compiègne et 51 km au sud d'Amiens.

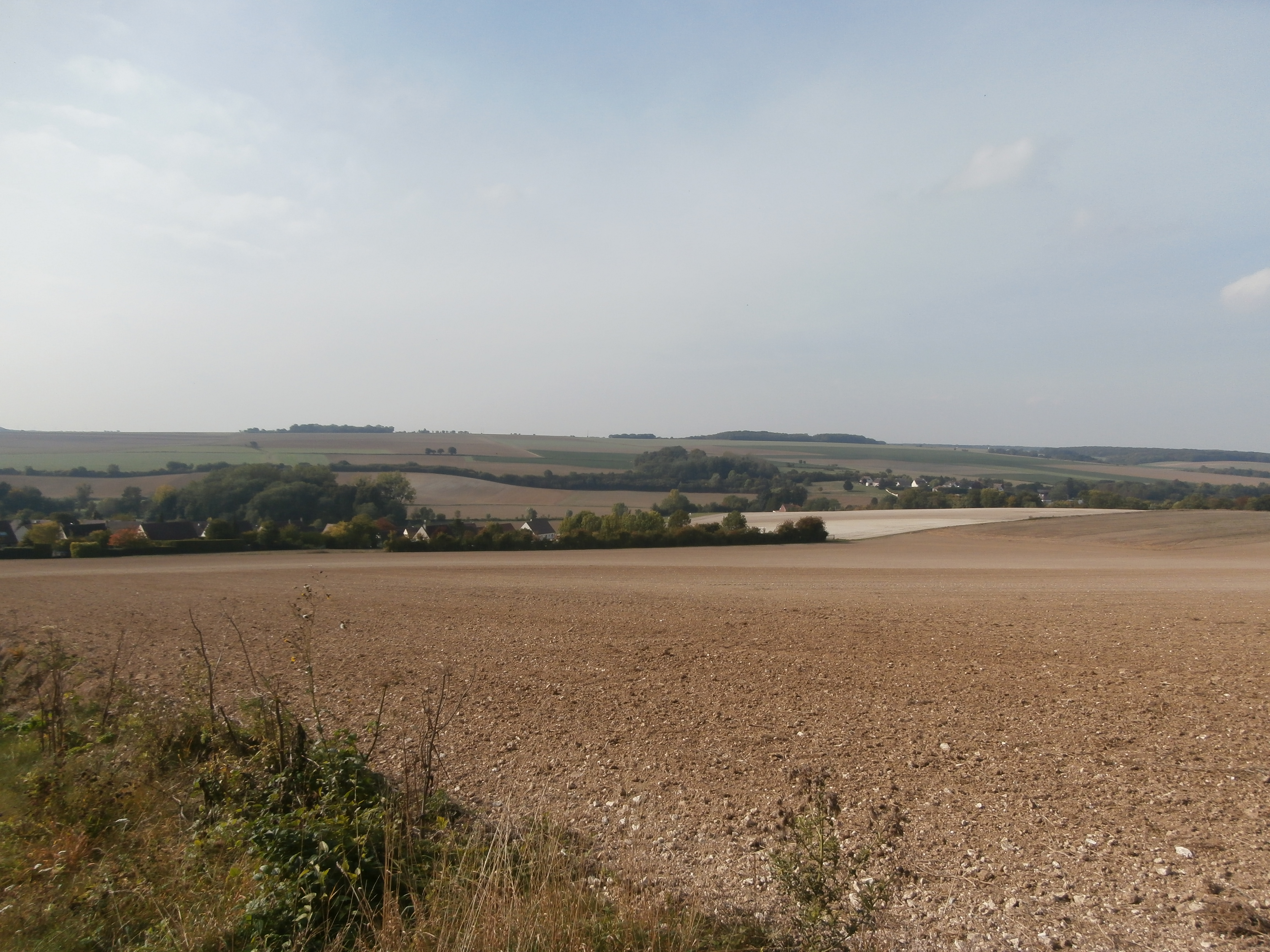
Vue sur la vallée de l'Arré à Avrechy depuis la D 570.

La commune s'étend entre 62 et 158 mètres au-dessus du niveau de la mer. La mairie se trouve à 82 mètres. Le point le plus élevé du territoire se situe à l'ouest du hameau d'Argenlieu, au nord-est du territoire tandis que le point le plus bas se trouve au site le plus en aval de la rivière de l'Arré sur la commune. Le hameau de Bizancourt se situe à 67 mètres d'altitude, celui du Metz à 72 mètres et Argenlieu à 151 mètres au-dessus du niveau de la mer. Le territoire possède plusieurs vallons dont « les Quatre vingt mines » à l'ouest, la vallée au Thellier, à la limite sud du territoire avec Airion ainsi que le Grand Fossé Saint-Remy à la limite nord du territoire avec Saint-Remy-en-l'Eau.
Le territoire s'avance à l'ouest et à l'est de la vallée de l'Arré, sur le flanc de laquelle est assis le chef-lieu. La craie est à nu sur les pentes des coteaux de la vallée de l'Arré. Les terres sont douces et les cailloux tel qu'on le voit entre Argenlieu et Lamécourt. Le diluvium des terrains en pente par l'action des eaux est accumulé dans quelques vallons sous l'aspect d'une argile fine, peu compacte, de couleur fauve. On remarque des dépôts de cette sorte à Bizancourt et au bas d'Avrechy. Les terres recouvrent un diluvium argileux, roux ou brunâtre, compacte, ayant ordinairement plusieurs mètres d'épaisseur. Les cailloux sont accumulés au fond de cette couche dans le voisinage de la roche crayeuse. Cette espèce de sol se trouve autour d'Argenlieu. Des limons de plateaux se sont formés à Argenlieu. Des alluvions modernes tapissent la vallée de l'Arré.
La commune se trouve en zone de sismicité 1, c'est-à-dire très faiblement exposée au risque de tremblement de terre.

### Communes limitrophes
| Fournival | Saint-Remy-en-l'Eau |            |
|           | Avrechy             | Cuignières |
| Étouy     | Airion              | Lamécourt  |

### Hydrographie

#### Réseau hydrographique
La commune est située dans le bassin Seine-Normandie. Elle est drainée par l'Arré,.
L'Arré, d'une longueur de 16 km, prend sa source dans la commune de Saint-Just-en-Chaussée et se jette  dans la Brêche à Agnetz, après avoir traversé huit communes. À son arrivée de Saint-Remy-en-l'Eau, au nord du territoire, celle-ci se divise en deux bras qui se rejoindront au hameau du Metz. Son cours passe ensuite à l'ouest du chef-lieu d'Avrechy où celui-ci se divise de nouveau en quelques bras. Elle quitte le territoire communal en passant à l'est du hameau de Bizancourt.
Un petit étang se situe au lieu-dit le Marais, au nord-ouest du village. Une station de pompage se situe au hameau du Metz et un réservoir se trouve près du lieu-dit les Carignons. Les zones les moins élevées du territoire, dans le fond des différents vallons sont situées au-dessus de plusieurs nappes phréatiques sous-affleurantes.

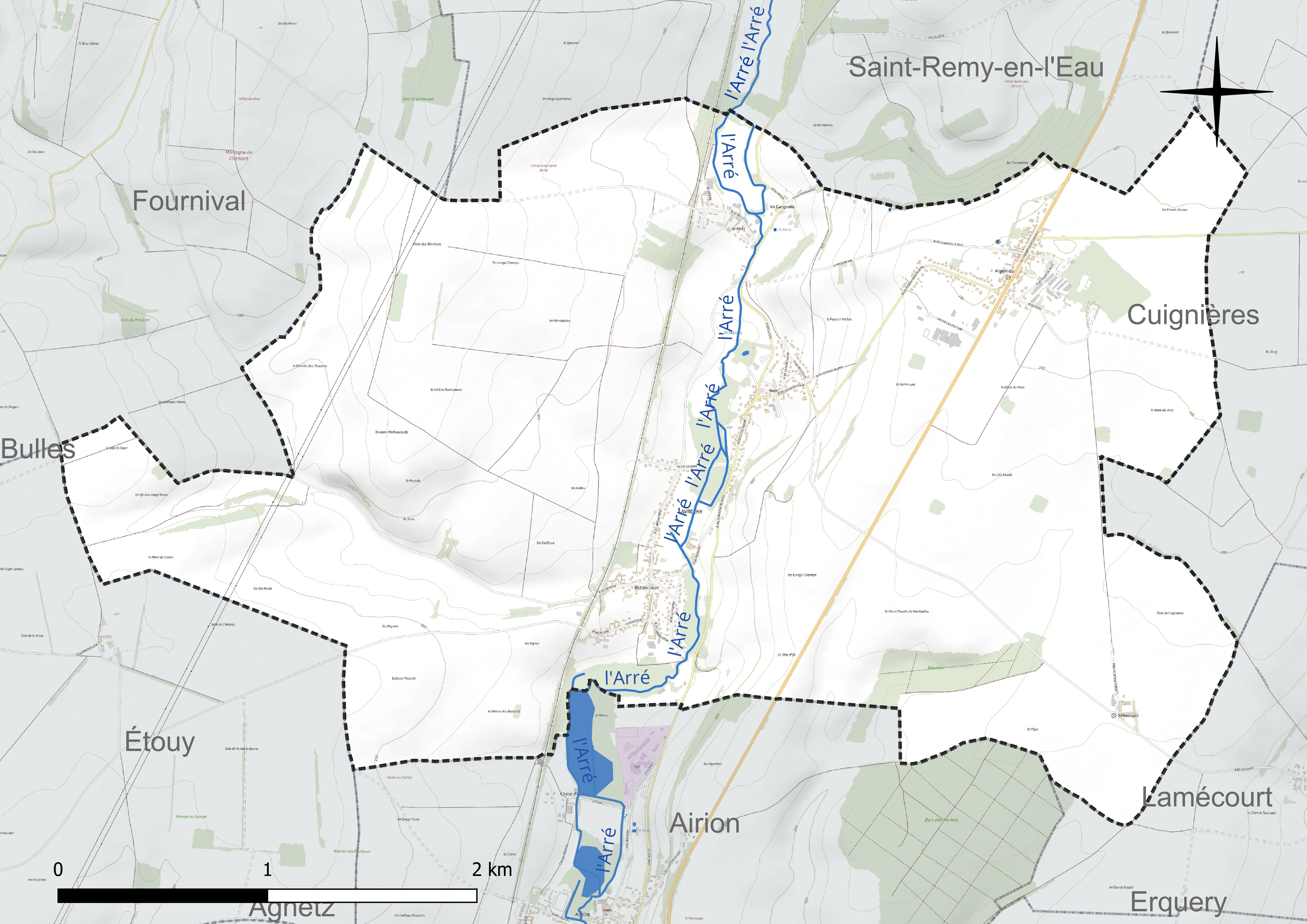
Réseau hydrographique d'Avrechy.

#### Gestion et qualité des eaux
Le territoire communal est couvert par le schéma d'aménagement et de gestion des eaux (SAGE) « Sensée ». Ce document de planification concerne un territoire de 492 km2 de superficie, délimité par le bassin versant de la Brêche. Le périmètre a été arrêté le 9 février 2017 et le SAGE proprement dit a été approuvé le 25 novembre 2021. La structure porteuse de l'élaboration et de la mise en œuvre est le syndicat mixte du Bassin Versant de la Brèche (SMBVB).
La qualité des cours d'eau peut être consultée sur un site dédié géré par les agences de l'eau et l'Agence française pour la biodiversité.

### Climat
Pour des articles plus généraux, voir Climat des Hauts-de-France et Climat de l'Oise.
En 2010, le climat de la commune est de type climat océanique dégradé des plaines du Centre et du Nord, selon une étude du CNRS s'appuyant sur une série de données couvrant la période 1971-2000. En 2020, Météo-France publie une typologie des climats de la France métropolitaine dans laquelle la commune est exposée à un climat océanique et est dans la région climatique Nord-est du bassin Parisien, caractérisée par un ensoleillement médiocre, une pluviométrie moyenne régulièrement répartie au cours de l'année et un hiver froid (3 °C).
Pour la période 1971-2000, la température annuelle moyenne est de 10,6 °C, avec une amplitude thermique annuelle de 14,5 °C. Le cumul annuel moyen de précipitations est de 681 mm, avec 11,3 jours de précipitations en janvier et 7,8 jours en juillet. Pour la période 1991-2020, la température moyenne annuelle observée sur la station météorologique la plus proche, située sur la commune de Godenvillers à 18 km à vol d'oiseau, est de 11,1 °C et le cumul annuel moyen de précipitations est de 701,9 mm,. Pour l'avenir, les paramètres climatiques de la commune estimés pour 2050 selon différents scénarios d'émission de gaz à effet de serre sont consultables sur un site dédié publié par Météo-France en novembre 2022.

### Milieux naturels et biodiversité
Hormis le tissu urbain, qui couvre 71 hectares (5,7 % de la superficie), le terroir est couvert à 84,1 % de cultures et à 5,9 % d'espaces boisés, majoritairement présentes sur les coteaux et dans le fond de la vallée de l'Arré ainsi qu'à l'est du territoire du bois Ablin à Avrechy ou l'on trouve quelques parcelles. Les vergers et prairies représentent 44 hectares et l'ensemble des espaces herbacés humides et des rochers, éboulis et terrains nus comptabilisent moins de 1 % du territoire,.
Un espace naturel avec l'Arré pour pique niquer derrière la salle des fêtes[pas clair].

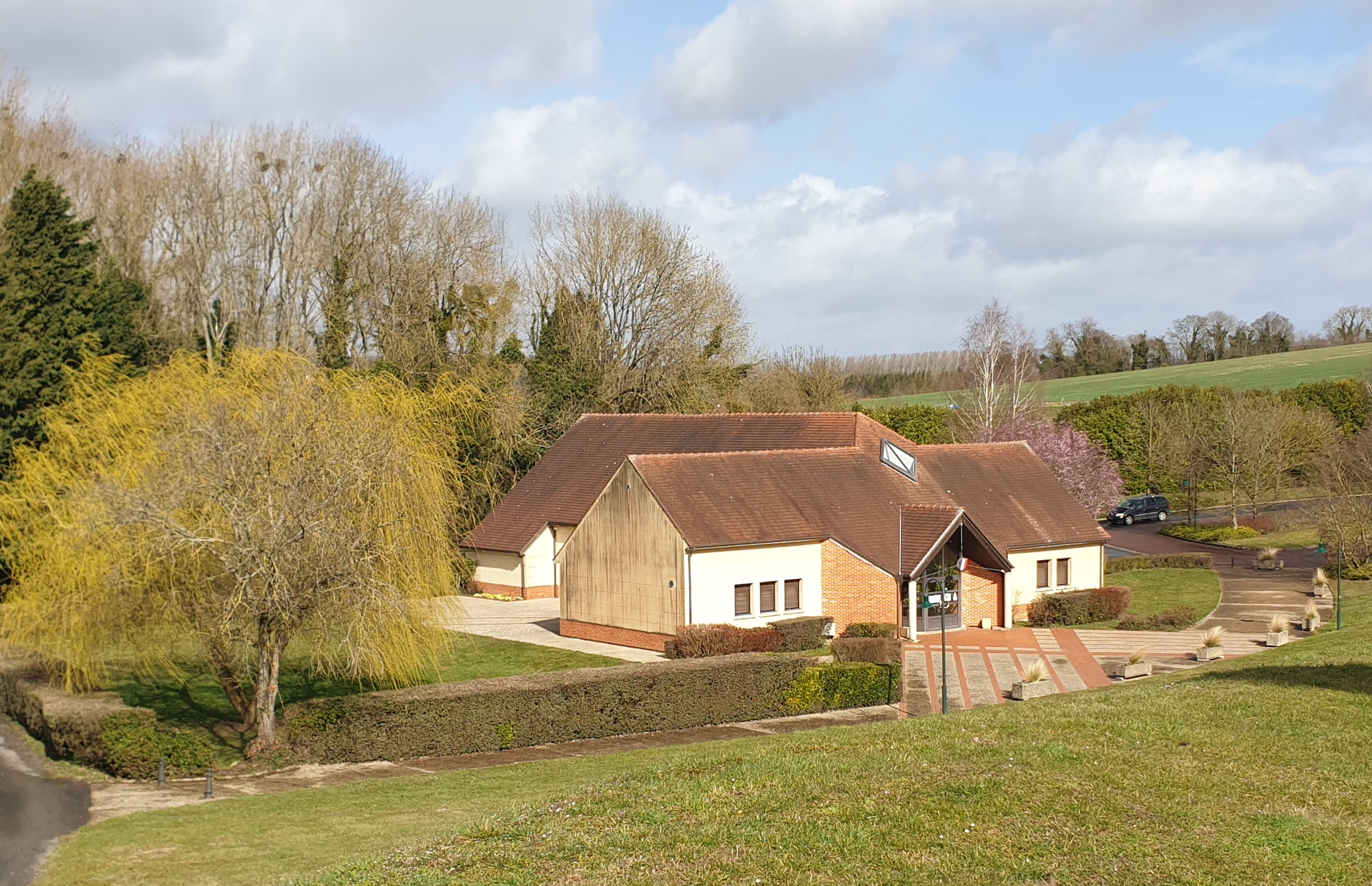
Paysage près de la salle des fêtes.
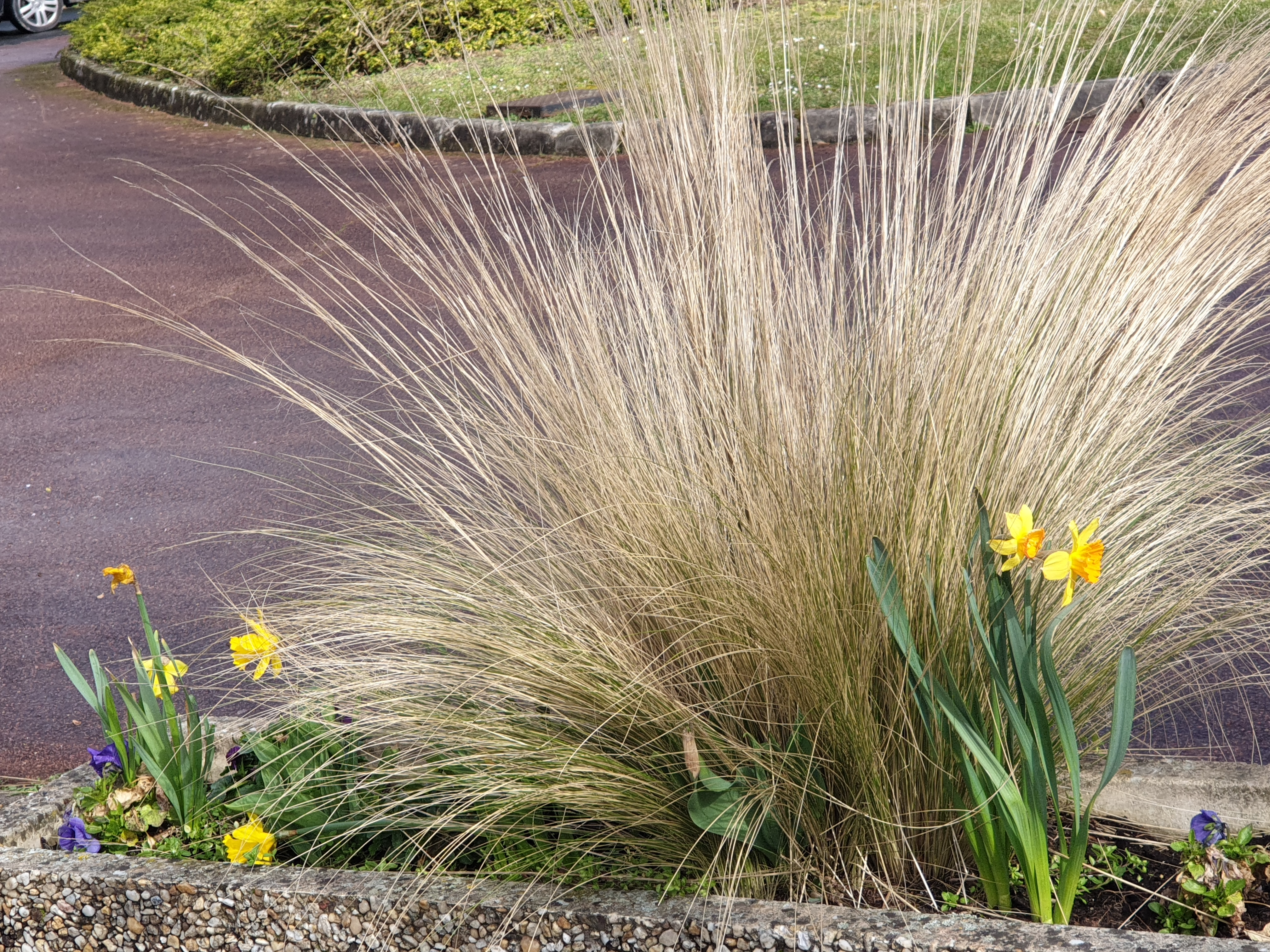
Village en fleurs.
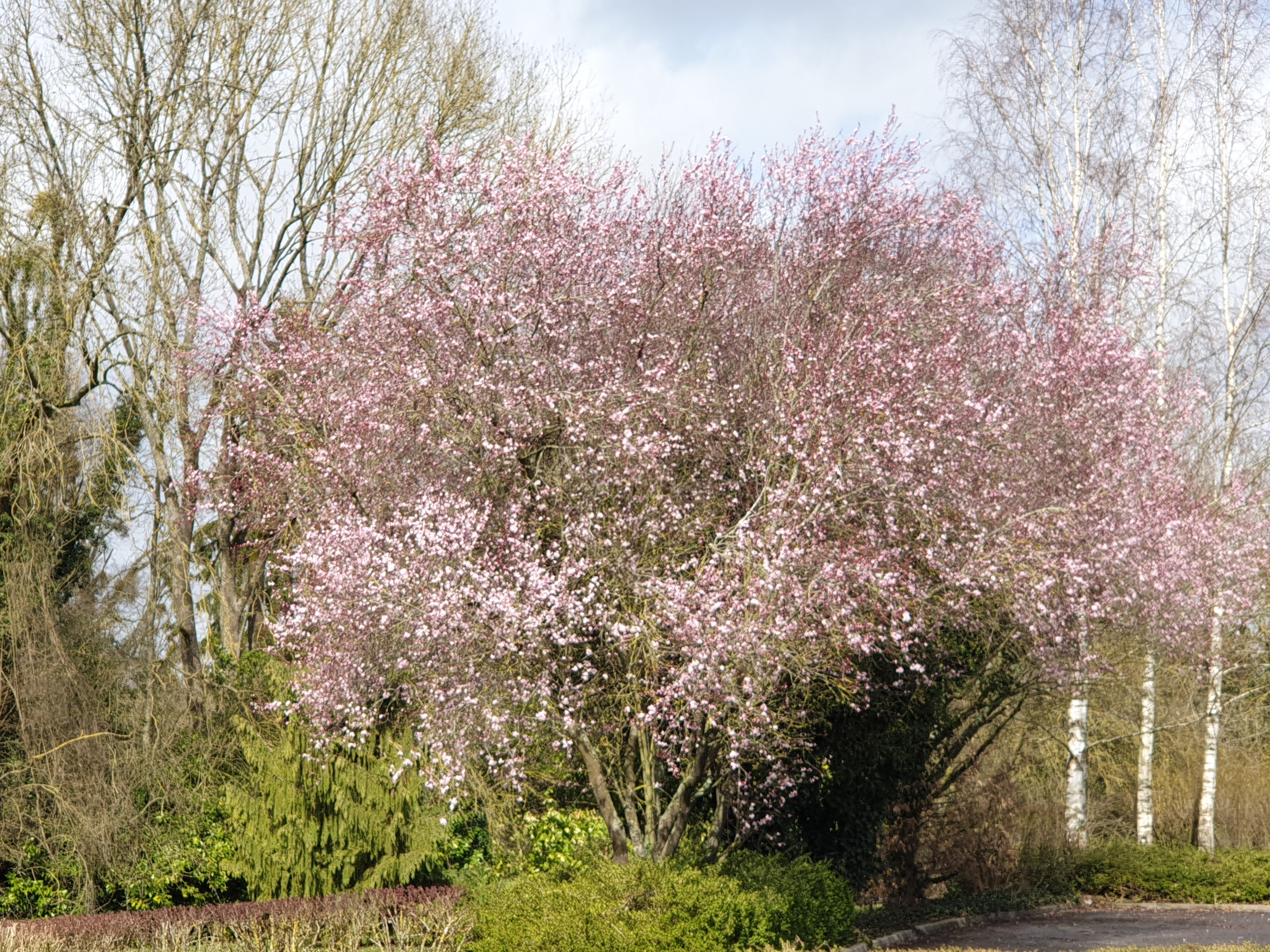
Cerisiers du Japon en fleurs.
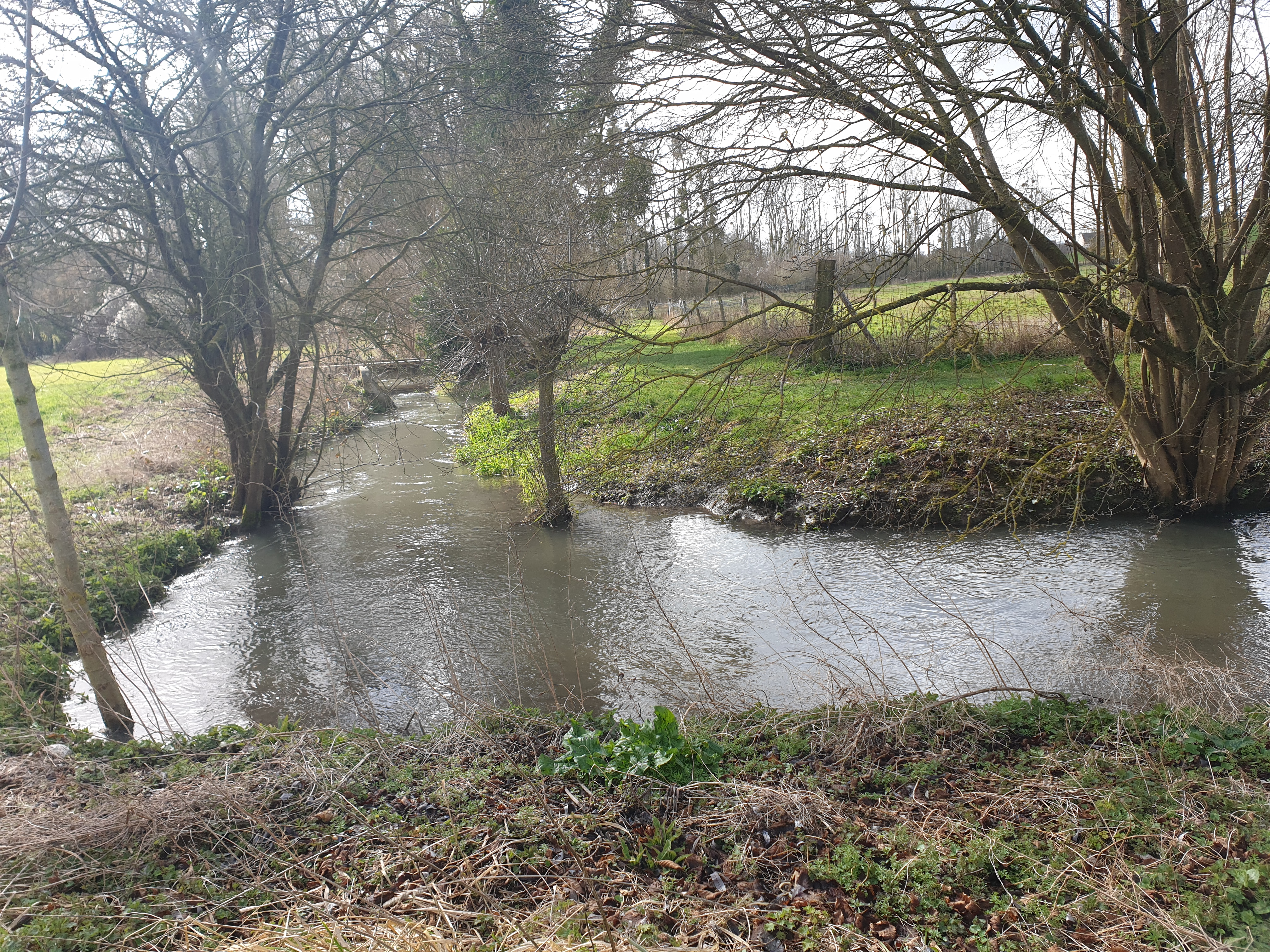
Le parc près de l'Arré.
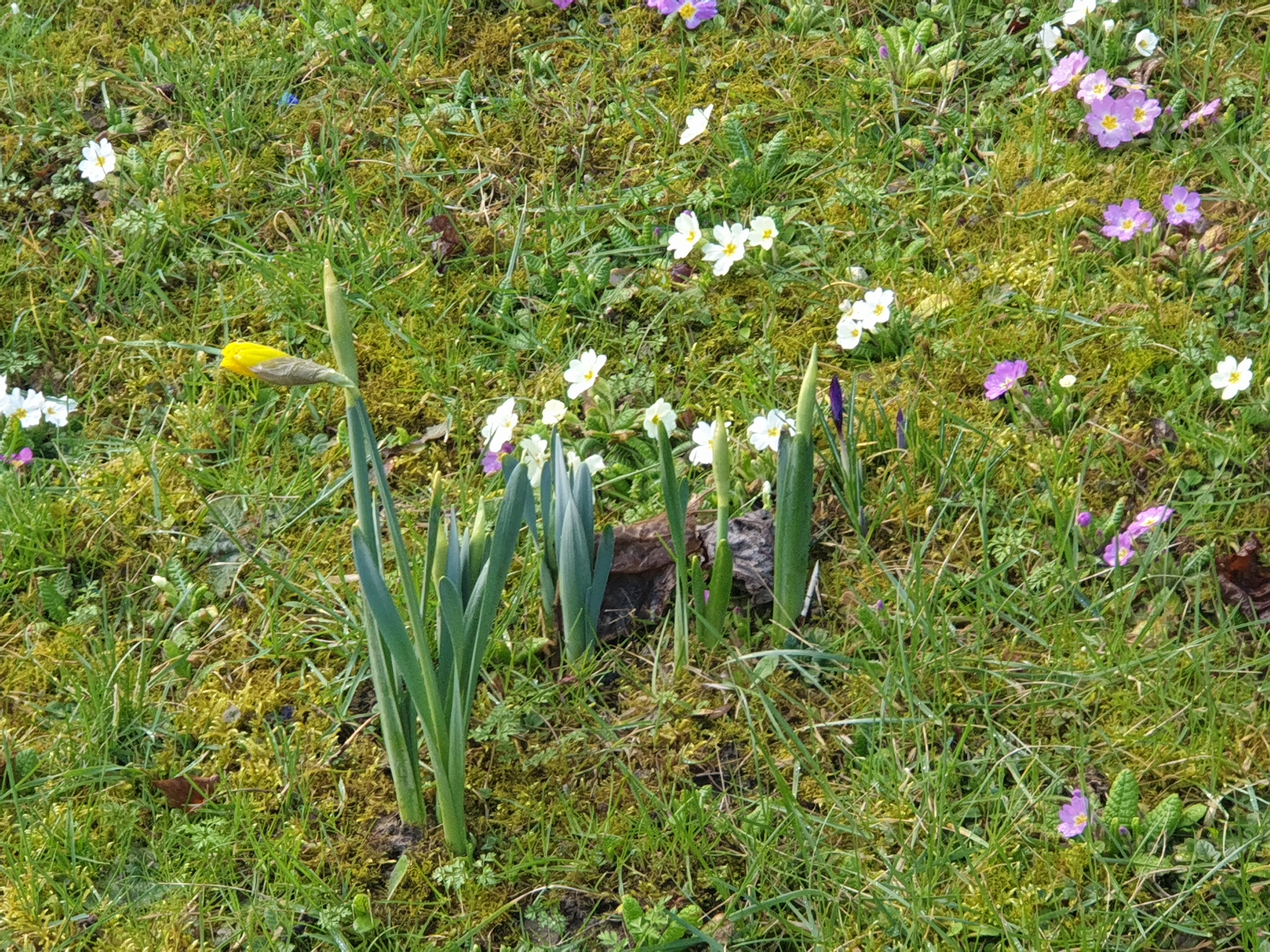
Village en fleurs.

## Urbanisme

### Typologie
Au 1er janvier 2024, Avrechy est catégorisée commune rurale à habitat dispersé, selon la nouvelle grille communale de densité à sept niveaux définie par l'Insee en 2022.
Elle est située hors unité urbaine. Par ailleurs la commune fait partie de l'aire d'attraction de Paris, dont elle est une commune de la couronne,.

### Occupation des sols
L'occupation des sols de la commune, telle qu'elle ressort de la base de données européenne d'occupation biophysique des sols Corine Land Cover (CLC), est marquée par l'importance des territoires agricoles (92 % en 2018), une proportion identique à celle de 1990 (92 %). La répartition détaillée en 2018 est la suivante : 
terres arables (85,2 %), zones agricoles hétérogènes (6,2 %), zones urbanisées (5,6 %), forêts (2,5 %), prairies (0,6 %). L'évolution de l'occupation des sols de la commune et de ses infrastructures peut être observée sur les différentes représentations cartographiques du territoire : la carte de Cassini (XVIIIe siècle), la carte d'état-major (1820-1866) et les cartes ou photos aériennes de l'IGN pour la période actuelle (1950 à aujourd'hui).

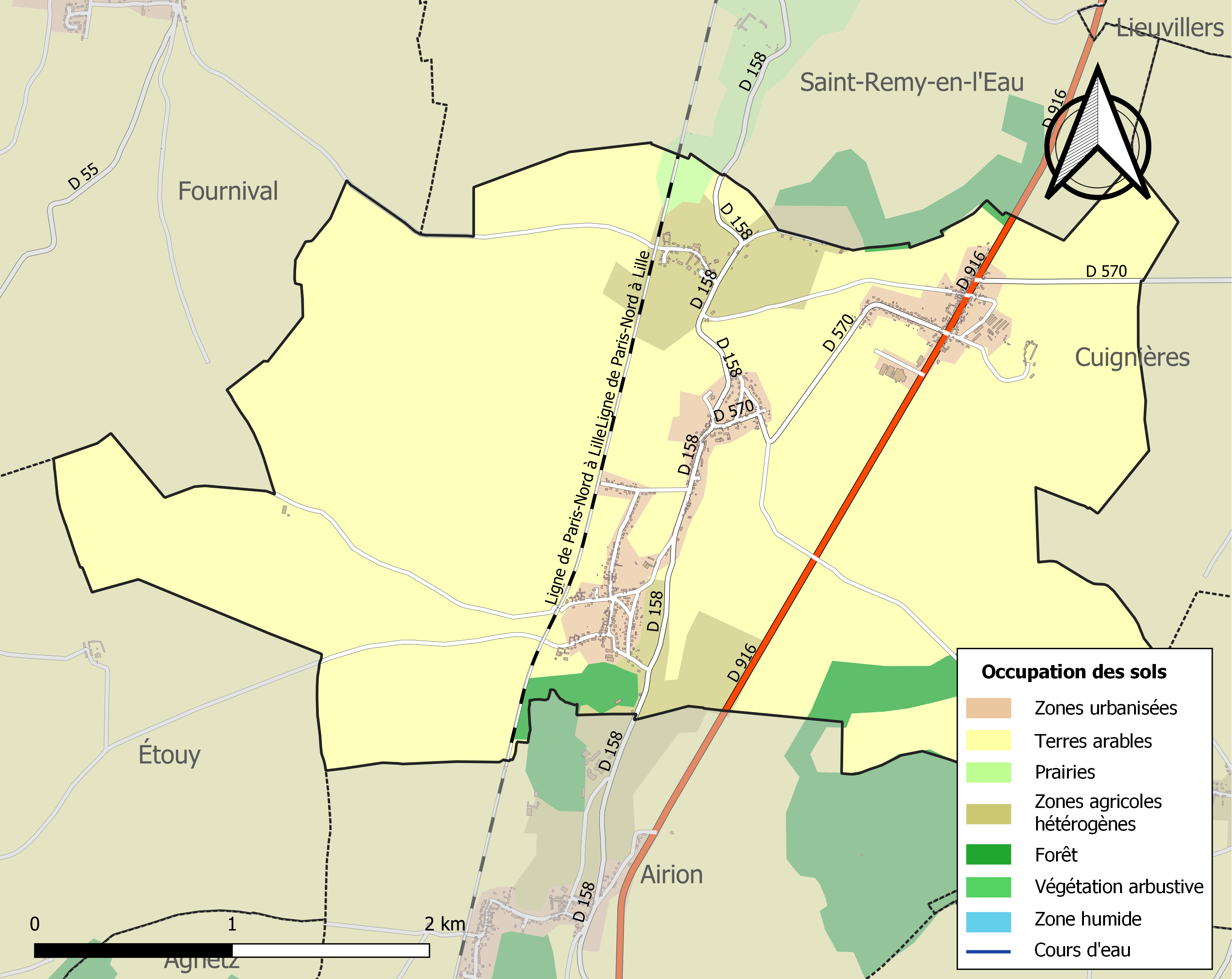
Carte des infrastructures et de l'occupation des sols de la commune en 2018 (CLC).

### Hameaux et lieux-dits
L'habitat communal se répartit dans les lieux suivants :
- Avrechy, le chef-lieu, au centre du territoire ;
- Argenlieu, au nord-est, sur la D 916 ;
- Bizancourt, au sud ;
- le Metz, au nord, au bord de l'Arré ;
- les Carignons, à la limite nord de la commune, à l'est du Metz ;
- la ferme de Sébastopol, au sud-est.

### Morphologie urbaine
Les maisons dont se compose le village (27 en 1890) sont groupées sur le coteau qui borde la rive gauche de l'Arré. À la fin du XIXe siècle, la commune a déjà plusieurs hameaux, dont deux étaient plus importants que le chef-lieu. Argenlieu est un hameau aux maisons alignées pour la plupart le long de la route nationale de Paris à Dunkerque (45 maisons en 1890). Bizancourt est un hameau situé sur la rive droite de la petite rivière de l'Arré (42 maisons en 1890). Les Garignons, sur la rive gauche de l'Arré, comprenait 8 maisons à cette dernière date. En face, sur l'autre bord, se situe le hameau Metz, qui  comptait 12 feux à la fin du XIXe siècle. La ferme de Sébastopol, construite à cette époque sur les limites du territoire, près de Lamécourt, s'élève au milieu des terres défrichées du bois Ablin.

### Habitat et logement
En 2018, le nombre total de logements dans la commune était de 472, alors qu'il était de 448 en 2013 et de 429 en 2008.
Parmi ces logements, 93,6 % étaient des résidences principales, 3 % des résidences secondaires et 3,4 % des logements vacants. Ces logements étaient pour 93,3 % d'entre eux des maisons individuelles et pour 6,7 % des appartements.
Le tableau ci-dessous présente la typologie des logements à Avrechy en 2018 en comparaison avec celle de l'Oise et de la France entière. Une caractéristique marquante du parc de logements est ainsi une proportion de résidences secondaires et logements occasionnels (3 %) supérieure à celle du département (2,5 %) et à celle de la France entière (9,7 %). Concernant le statut d'occupation de ces logements, 86,9 % des habitants de la commune sont propriétaires de leur logement (87,2 % en 2013), contre 61,4 % pour l'Oise et 57,5 pour la France entière.
| Typologie                                               | Avrechy | Oise | France entière |
| ------------------------------------------------------- | ------- | ---- | -------------- |
| Résidences principales (en %)                           | 93,6    | 90,4 | 82,1           |
| Résidences secondaires et logements occasionnels (en %) | 3       | 2,5  | 9,7            |
| Logements vacants (en %)                                | 3,4     | 7,1  | 8,2            |

### Voies de communications et transports

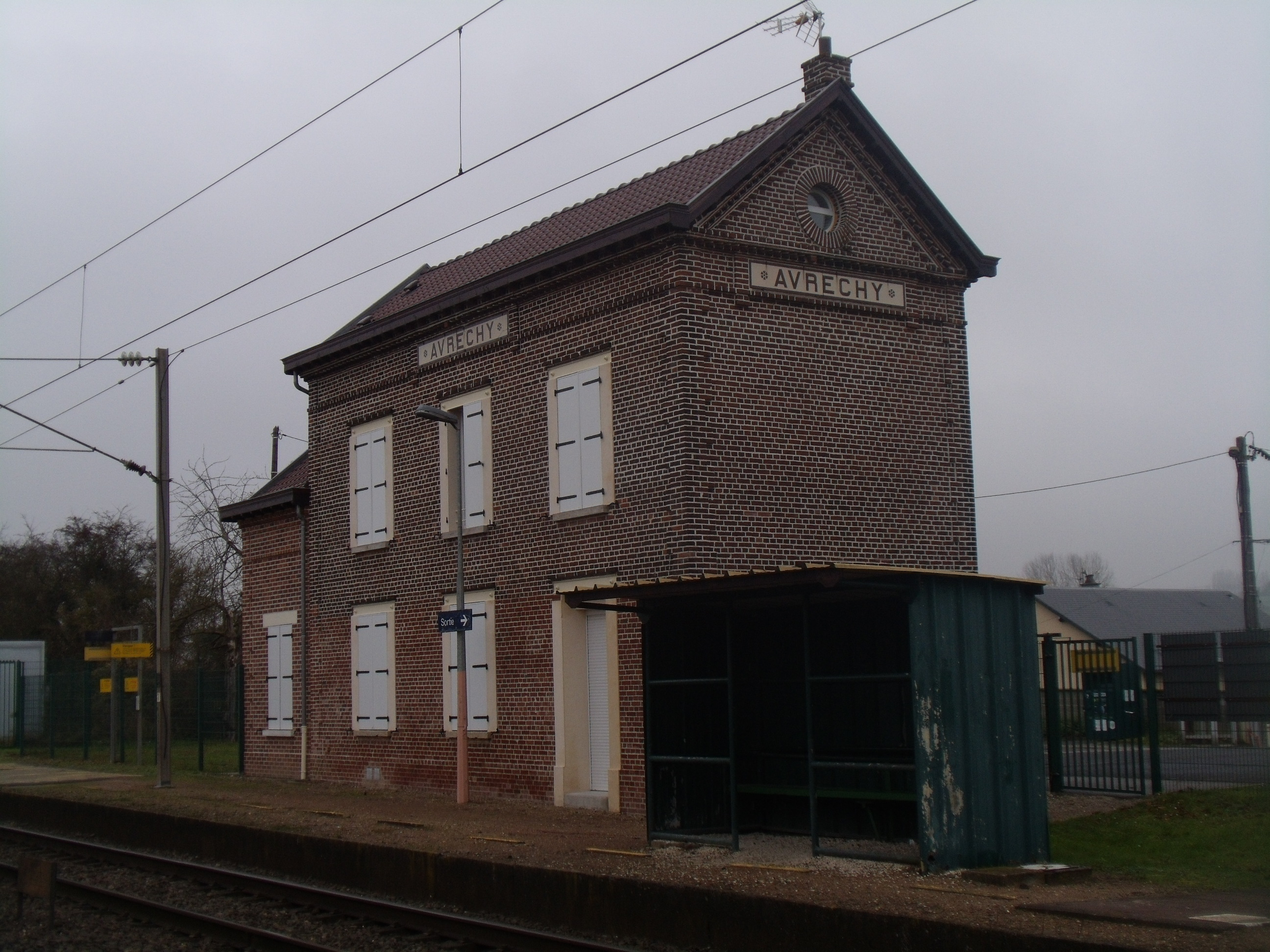
La gare d'Avrechy.

Le principal axe traversant la commune est l'ancienne route nationale 16 (actuelle RD 916) reliant Paris à Dunkerque par Amiens et Creil mais aussi par les agglomérations plus proches de Clermont ou de Saint-Just-en-Chaussée. Elle traverse le territoire par une route rectiligne passant par le hameau d'Argenlieu (avenue Thierry-d'Argenlieu). Cette section de Fitz-James à Argenlieu date des premières années du XVIIIe siècle.
La commune est également desservie par deux routes départementales : la RD 158 et la RD 570. La route départementale RD 158, reliant Airion à Saint-Just-en-Chaussée, en arrivant par le sud, passe par les rues du Rideau-à-Truffes, du Clos Lenoir, des Lilas et du Vivier. Celle-ci croise dans le centre du village la RD 570, débutant à ce carrefour pour rejoindre Erquinvillers. Cet axe suit les rues de la croix Adam et du Rideau Madgeleine et rejoint la RD 916 à Argenlieu. Il se sépare ensuite de cette dernière route avant de quitter la commune par l'est. D'autres routes communales relient Le Metz à Bizancourt, Avrechy à Bizancourt, Avrechy à Lamécourt ou encore Le Metz et Bizancourt à Fournival et Bizancourt à Étouy. L'ancien chemin de Clermont à Montdidier passait sur les limites d'Avrechy comme en témoigne le lieu-dit le Vieux Chemin de Montdidier au sud de la commune.
La gare d'Avrechy est desservie par la ligne P10 du TER Hauts-de-France reliant les gares de Creil et d'Amiens ainsi que par plusieurs lignes de taxi à la demande (Gannes - Paris, Blangy - Paris et Saint-Remy-en-l'Eau - Paris). Établie sur la ligne de Paris-Nord à Lille, elle se situe entre les gares de Clermont à 7,7 km kilomètres au sud et de Saint-Remy-en-l'Eau à 2,7 km au nord.
La commune est desservie par les lignes 6341 et 6342 du réseau interurbain de l'Oise rejoignant les établissements secondaires de l'agglomération de Clermont.
La commune fait partie du dispositif de transport par auto-stop solidaire Rezo pouce et du Rezo senior de covoiturage solidaire pour les ainés, organisé par la communauté de communes du Plateau Picard.
L'aéroport de Beauvais-Tillé se situe à 22,7 km à l'ouest tandis que l'aéroport de Paris-Charles-de-Gaulle se trouve à 49,7 km au sud. Il n'existe aucune liaison entre ces aéroports et la commune par des transports en commun.

## Toponymie
Le nom de la localité est attesté sous les formes Habriciacus (766) ; Avriciacus (862) ; Haverciacum (875) ; Averciacum (IXe) ; Havrechi (1187) ; Haurechy (1187) ; Haveriacum (1202) ; Haversy (1202) ; Haureciacum (vers 1230) ; terra de Havrechy (1258) ; Habriciagus (1272) ; Havrechy (1303) ; Haverchi (vers 1330) ; Havrechi vers saint just (1384) ; Havrechy prez de Clermont en Beauvoisis (1408) ; Havreschi (vers 1530) ; Havrechy-le-Joucq (1536) ; Aurechi pres Pont (XVIe) ; Aurechy (XVIe) ; Avrechy (1667).
Argenlieu se nommait « Hargenlu » en 1197, « Harginliu » en 1220 et « Hargenlieu » en 1373.
Bizancourt s'est appelé Buisencourt vers 1200, Buzencuria en 1218, puis Bisancourt en 1652.
Le hameau du Metz eu pour anciens noms « Le Mez » en 1303, puis « Le Mets » (prononcé « le mé »).

## Histoire

### Moyen Âge
La localité est l'une des plus anciennes du canton, puisque parmi les possessions données par Adalard à l'abbaye de Saint-Denis, le 25 novembre 766 figure le quart du moulin et une manse à Avrechy. Ce lieu était déjà même habité à l'époque celtique, temps auquel il faut rapporter le souterrain dont parle Louis Graves.
Il existait autrefois un château à Argenlieu, qui était le siège d'une seigneurie importante.
La commune, comme toutes celles de la vallée de l'Arré qui se trouvait sur le passage des gens de guerre, est presque entièrement détruite tant par les incendies allumés par les Anglais que par la peste noire de 1348 (qui fait périr, dit Jean Froissart, le tiers de la population du monde), en sorte qu'en 1373 presque toutes les terres étaient encore en friche et les maisons abandonnées. Il ne parait pas y avoir eu, au Moyen Âge, de seigneurie importante au village d'Avrechy.

### Époque moderne

#### Renaissance
Dès le XVIe siècle, les seigneurs d'Argenlieu se qualifiaient seigneurs d'Avrechy, et leurs successeurs continuèrent à prendre ce titre jusqu'en 1789. La cure était à la collation du prieur de Saint-Rémy-l'Abbaye, qui percevait les grosses dîmes du terroir à raison de 6 du 100. L'ancien chemin de Paris en Picardie ne passait pas par Argenlieu, il suivait, jusqu'au commencement du XVIIIe siècle, la vallée de l'Arré. Ce n'était pas toujours un avantage pour les populations que ces grandes routes. Les gens de guerre, qui vivaient le plus souvent de pillages et de rapines, commirent de telles vexations à Bizancourt pendant les guerres de religion que les habitants abandonnèrent leurs maisons. Henri III, pour les y ramener, leur accorda, en 1585, deux foires par an et un marché par semaine, qui n'eurent jamais une bien grande importance et qui sont abolis depuis longtemps.

#### XVIIe siècle
Louis de Hangest acquit la terre du Metz en 1647, moyennant 68 000 livres. En 1679, à la mort de Louis de Hangest, maréchal de bataille des camps et armées du roi, qui s'était ruiné à la guerre, la vicomté d'Argenlieu et ses dépendances, comprenant les terres d'Avrechy, le Metz, Cuignières et Lamécourt, furent saisies et adjugées à Jean Gon de Vassigny, trésorier de la maison du roi.

#### XVIIIe siècle
La famille Gon de Vassigny conserva cette terre pendant une grande partie du XVIIIe siècle. En 1777, elle était à M. de Framicourt. En 1783, au marquis de la Valette, et, en 1790, à Jean-Gabriel-René Fouquet, ex-colonel du régiment de Brie-cavalerie. Ce dernier ayant émigré, ses biens furent confisqués et vendus. En 1794, le château d'Argenlieu, qui, depuis longtemps, n'était plus habité par ses propriétaires, fut converti en maison de détention pour les personnes suspectes. Le 27 juillet (9 thermidor), on y transféra de Chantilly 80 détenus, qui ne tardèrent pas à retrouver tous leur liberté. Le château d'Argenlieu fut démoli à la Révolution. La famille de Monchy, seigneurs de Noroy, furent seigneurs de Bizancourt au XVIIIe, desquels Maximilien Gon, seigneurs d'Argenlieu, acquit cette terre en 1758.

### Epoque contemporaine

#### Révolution française
Dans le cahier de doléances d'Avrechy en 1789, les habitants font entendre les plaintes suivantes : la taille est mal répartie, on ne tient pas compte de la qualité du sol de chaque paroisse, et les terrains en pente comme ceux d'Avrechy ont eu à subir depuis 9 ans de terribles orages qui ont dégradé les terres. La corvée devrait être payée par les membres des trois ordres. Le prix du sel est si élevé que les gens ne peuvent plus manger de soupe. Il faudrait supprimer les comis[C'est-à-dire ?] en établissant une taxe fixe sur chaque cabaretier. Il faudrait donner un salaire fixe aux procureurs et aussi fixer un temps pour finir un procès. Le gibier est si multiple qu'il est à peu près impossible que la terre puisse produire pour nourrir tant de lièvres, lapins et perdrix. Les gardes du seigneur chassent dans la moisson. Le seigneur du lieu, le curé, les gens de mainmorte et les autres privilégiés ne paient aucun impôt sur leurs biens. Il y a trois colombiers, qui renferment un nombre considérable de pigeons, il faudrait les empêcher de sortir pendant les semailles et la moisson. Depuis 1779, les habitants ont souffert de dégradations, inondations et grêles, en 1788, ils ont tout perdu par la grêle, ils ne pourront payer ni fermage ni imposition, au contraire, ils auront besoin de secours. On devrait défendre aux propriétaires de donner une ferme à seul cultivateur, ce qui donnerait un emploi à de nombreuses familles. Les députés de la paroisse à l'assemblée du bailliage de Clermont sont Samson Lemaire et François Benoist.

#### XIXesiècle

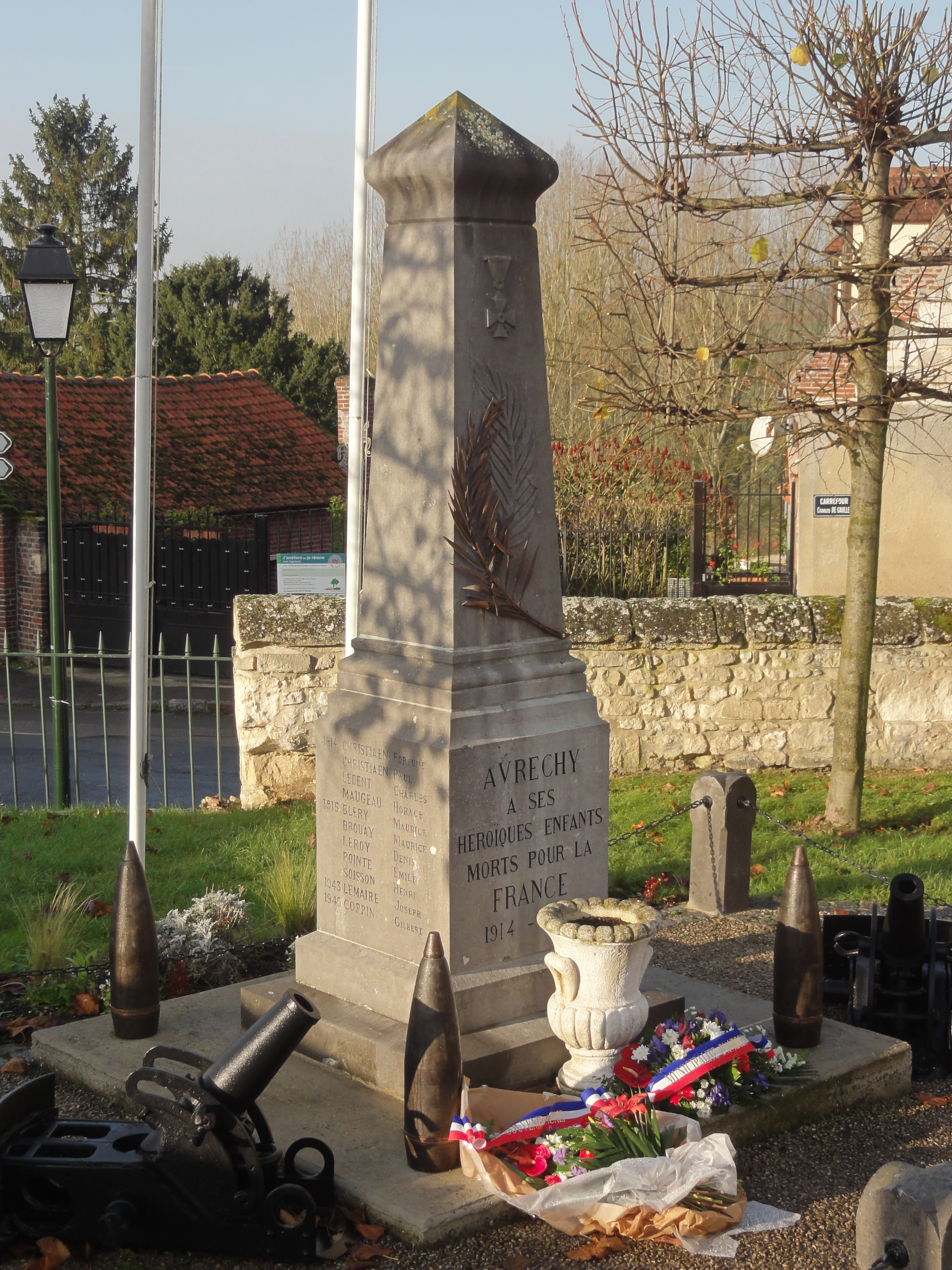
Le monument aux morts.

En 1890, la population du chef-lieu est de 81 habitants, celle d'Argenlieu de 155 habitants, ainsi que 139 habitants à Bizancourt, 35 habitants au Metz et 18 au hameau des Garignons. La population de la commune était essentiellement agricole.
Le territoire est traversé par le chemin de fer de Paris à Amiens, et il était question depuis longtemps d'établir une station à Avrechy qui est établie quelques années plus tard.

#### Seconde Guerre mondiale
Au cours de la bataille de France, en juin 1940, des tirailleurs sénégalais de la 4e division d'infanterie coloniale errent après les combats autour des villages d'Avrechy et d'Argenlieu, se cachant dans des fermes, recevant des secours de la population civile. Six d'entre eux surpris par les Allemands au hameau du Metz, sont abattus. Ils sont inhumés dans le cimetière communal.

## Politique et administration

### Liste des maires
| Période                                  | Période                        | Identité             | Étiquette | Qualité                        |
| ---------------------------------------- | ------------------------------ | -------------------- | --------- | ------------------------------ |
| Les données manquantes sont à compléter. |                                |                      |           |                                |
| mars 1983                                | mars 2008                      | Jean-Michel Thibault | DVD       | Agriculteur                    |
| mars 2008                                | juillet 2020                   | Gérard Quesnel       | DVG       | Réélu pour le mandat 2014-2020 |
| juillet 2020                             | En cours (au 29 décembre 2021) | Astride Lequen       |           |                                |

## Population et société

### Démographie

#### Évolution démographique
L'évolution du nombre d'habitants est connue à travers les recensements de la population effectués dans la commune depuis 1793. Pour les communes de moins de 10 000 habitants, une enquête de recensement portant sur toute la population est réalisée tous les cinq ans, les populations de référence des années intermédiaires étant quant à elles estimées par interpolation ou extrapolation. Pour la commune, le premier recensement exhaustif entrant dans le cadre du nouveau dispositif a été réalisé en 2007.

En 2022, la commune comptait 1 154 habitants, en évolution de +0,35 % par rapport à 2016 (Oise : +0,87 %, France hors Mayotte : +2,11 %).
| 1793 | 1800 | 1806 | 1821 | 1831 | 1836 | 1841 | 1846 | 1851 |
| ---- | ---- | ---- | ---- | ---- | ---- | ---- | ---- | ---- |
| 338  | 361  | 389  | 463  | 439  | 440  | 426  | 451  | 500  |

| 1856 | 1861 | 1866 | 1872 | 1876 | 1881 | 1886 | 1891 | 1896 |
| ---- | ---- | ---- | ---- | ---- | ---- | ---- | ---- | ---- |
| 494  | 480  | 448  | 433  | 435  | 427  | 428  | 425  | 412  |

| 1901 | 1906 | 1911 | 1921 | 1926 | 1931 | 1936 | 1946 | 1954 |
| ---- | ---- | ---- | ---- | ---- | ---- | ---- | ---- | ---- |
| 436  | 402  | 431  | 371  | 405  | 399  | 380  | 399  | 391  |

| 1962 | 1968 | 1975 | 1982 | 1990  | 1999  | 2006  | 2007  | 2012  |
| ---- | ---- | ---- | ---- | ----- | ----- | ----- | ----- | ----- |
| 423  | 493  | 655  | 895  | 1 032 | 1 060 | 1 081 | 1 084 | 1 140 |

| 2017  | 2022  | - | - | - | - | - | - | - |
| ----- | ----- | - | - | - | - | - | - | - |
| 1 150 | 1 154 | - | - | - | - | - | - | - |

#### Pyramide des âges
La population de la commune est relativement jeune.
En 2018, le taux de personnes d'un âge inférieur à 30 ans s'élève à 34,9 %, soit en dessous de la moyenne départementale (37,3 %). À l'inverse, le taux de personnes d'âge supérieur à 60 ans est de 25,0 % la même année, alors qu'il est de 22,8 % au niveau départemental.
En 2018, la commune comptait 592 hommes pour 561 femmes, soit un taux de 51,34 % d'hommes, largement supérieur au taux départemental (48,89 %).
Les pyramides des âges de la commune et du département s'établissent comme suit.
| Hommes | Classe d’âge | Femmes |
| ------ | ------------ | ------ |
| 0,0    | 90 ou +      | 0,5    |
| 5,3    | 75-89 ans    | 5,8    |
| 19,9   | 60-74 ans    | 18,5   |
| 16,8   | 45-59 ans    | 18,4   |
| 21,5   | 30-44 ans    | 23,5   |
| 13,7   | 15-29 ans    | 13,7   |
| 22,8   | 0-14 ans     | 19,6   |

| Hommes | Classe d’âge | Femmes |
| ------ | ------------ | ------ |
| 0,5    | 90 ou +      | 1,4    |
| 5,5    | 75-89 ans    | 7,6    |
| 15,6   | 60-74 ans    | 16,3   |
| 20,8   | 45-59 ans    | 20     |
| 19,4   | 30-44 ans    | 19,4   |
| 17,6   | 15-29 ans    | 16,2   |
| 20,6   | 0-14 ans     | 19,1   |

## Culture locale et patrimoine

### Lieux et monuments

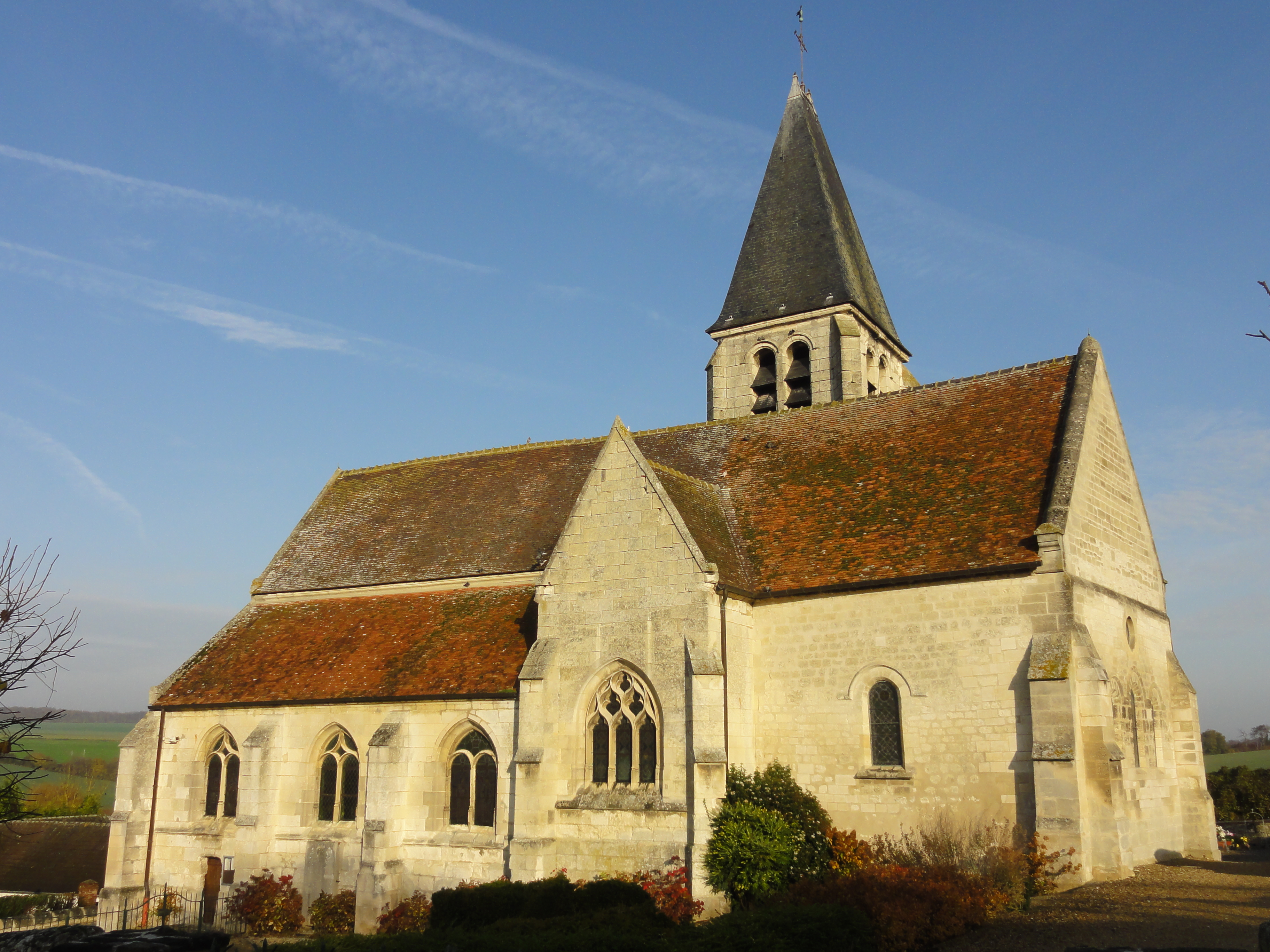
L'église Saint-Lucien.

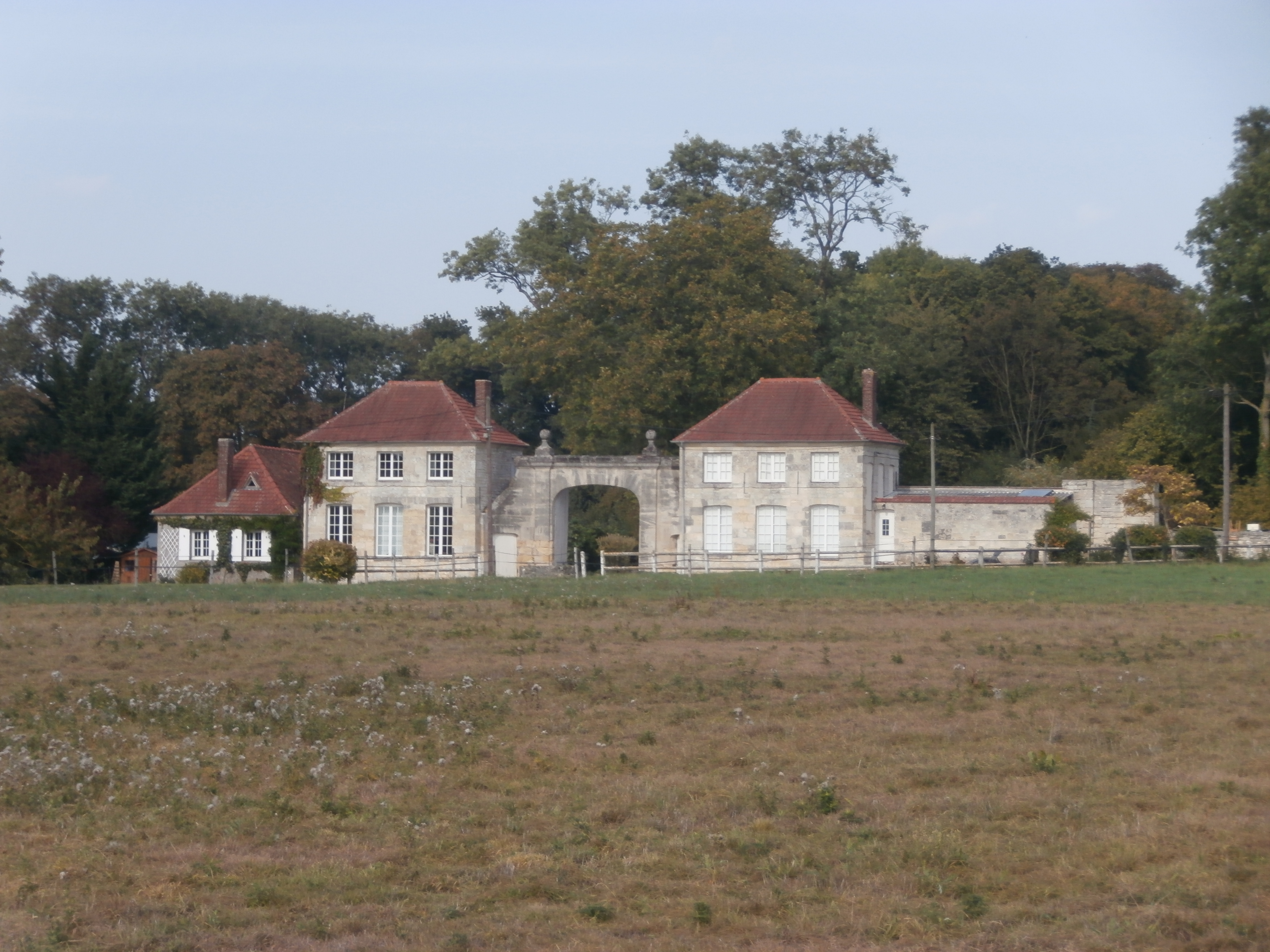
Les pavillons d'entrée de l'ancien château d'Argenlieu.

La commune compte un monument historique sur son territoire :
- L'église  Saint-Lucien, classée  au titre des monuments historiques depuis 1950[39], qui comprend des parties de diverses époques : le chœur est roman, le surplus de l'édifice est de style gothique flamboyant. Le chœur, carré, construit en pierres de taille, se termine par un chevet plat flanqué de deux contreforts et percé de trois fenêtres à plein cintre, celle du milieu, plus grande, surmontée d'un clin d'œil un peu ovale. Au-dessus de ces trois baies règne une moulure saillante en plein-cintre. Les murs latéraux présentent une fenêtre en tout point semblable à celle du chevet.
 L'intérieur du chœur, remanié, offre d'intéressant un groupe de trois colonnes à chacun des angles du chœur. Les chapiteaux ont été recouverts d'un épais badigeon. La voûte d'arêtes est renforcée de nervures croisées formées de trois tores réunis. Le sol du chœur est élevé de deux marches dans la moitié orientale et son niveau est inférieur de plus de deux mètres au sol extérieur. La nef et les bas côtés ont des voûtes à clefs pendantes : des vitraux brisés portaient la date de 1554. Une verrière montre la Vierge, les mains jointes, environnée de divers attributs : la lune, le soleil, une rose, une tour. Au-dessus de sa tête flotte une banderole avec ces mots : Ave, gratia.... 
La pierre tombale de Pierre-Joseph Gon de Vassigny, président en la cour des aides, seigneur d'Avrechy et d'Argenlieu, mort en 1723, qui se trouvait dans l'église, a été placée à l'extérieur[a 7],[40]. Le tombeau de l'amiral Thierry d'Argenlieu se situe dans une chapelle latérale de l'édifice.

On peut également signaler :
- Le château d'Argenlieu, en partie démoli sous la Révolution française, dont il subsiste les deux ailes, abrita l'amiral Georges Thierry d'Argenlieu (1889-1964), commandant des forces navales françaises libres.
- Ancienne borne royale, avenue Thierry-d'Argenlieu, sur la D 916.
- Le monument aux morts.
- Le cimetière communal : tombes des six tirailleurs sénégalais abattus par les Allemands en juin 1940 et stèle à la 4e division d'infanterie coloniale, Stèle du soldat de Napoléon 1er.

- L'ancienne gare  dans laquelle est installée au rez-de-chaussée la bibliothèque
- De nombreux calvaires :
  - RD158 - Hameau de Bizancourt
  - Hameau de Bizancourt
  - Hameau du Metz
  - Au village près de l'église
  - Hameau d'Argenlieu
  - Au cimetière
- Anciens puits

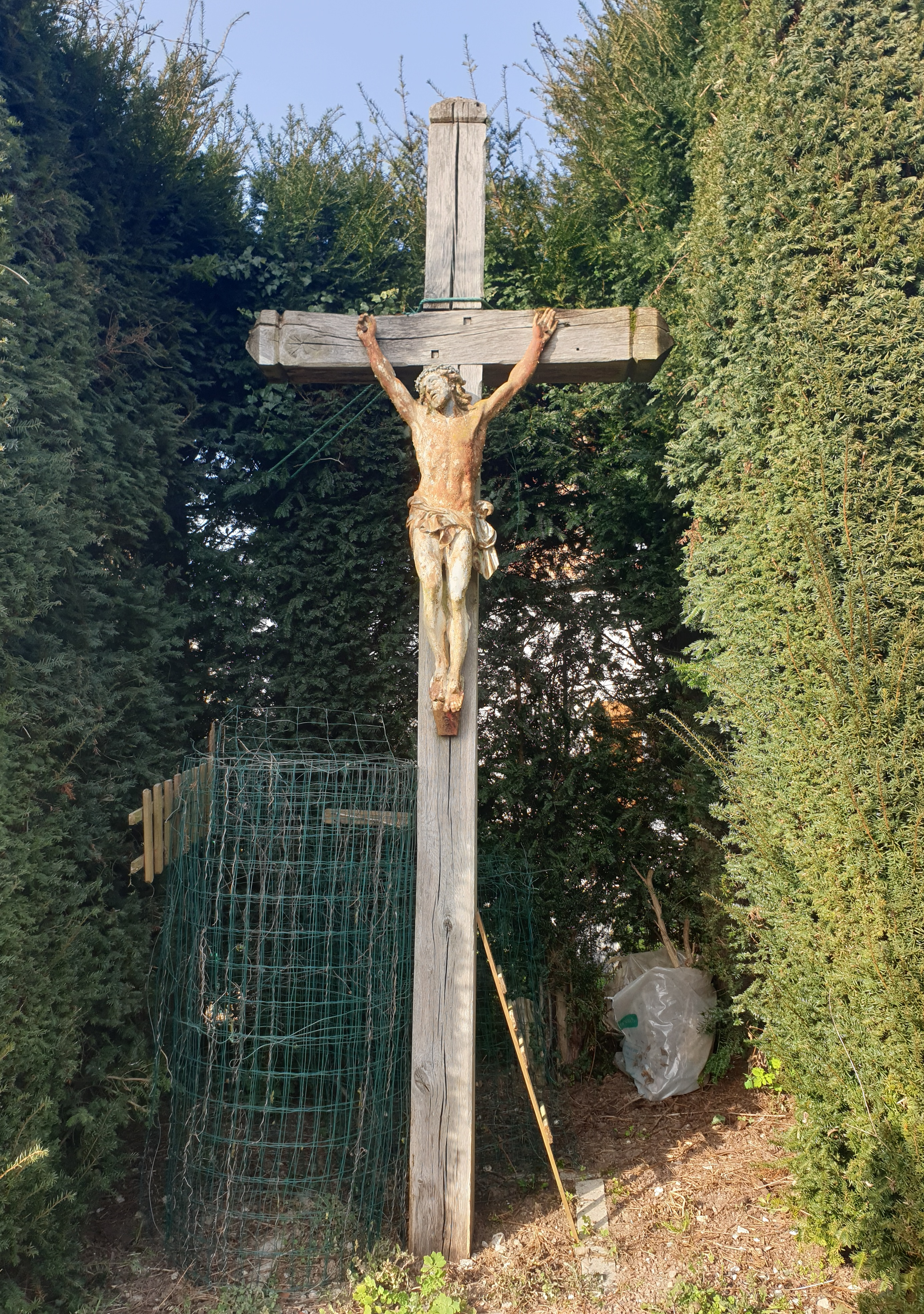
Calvaire - Hameau de Bizancourt
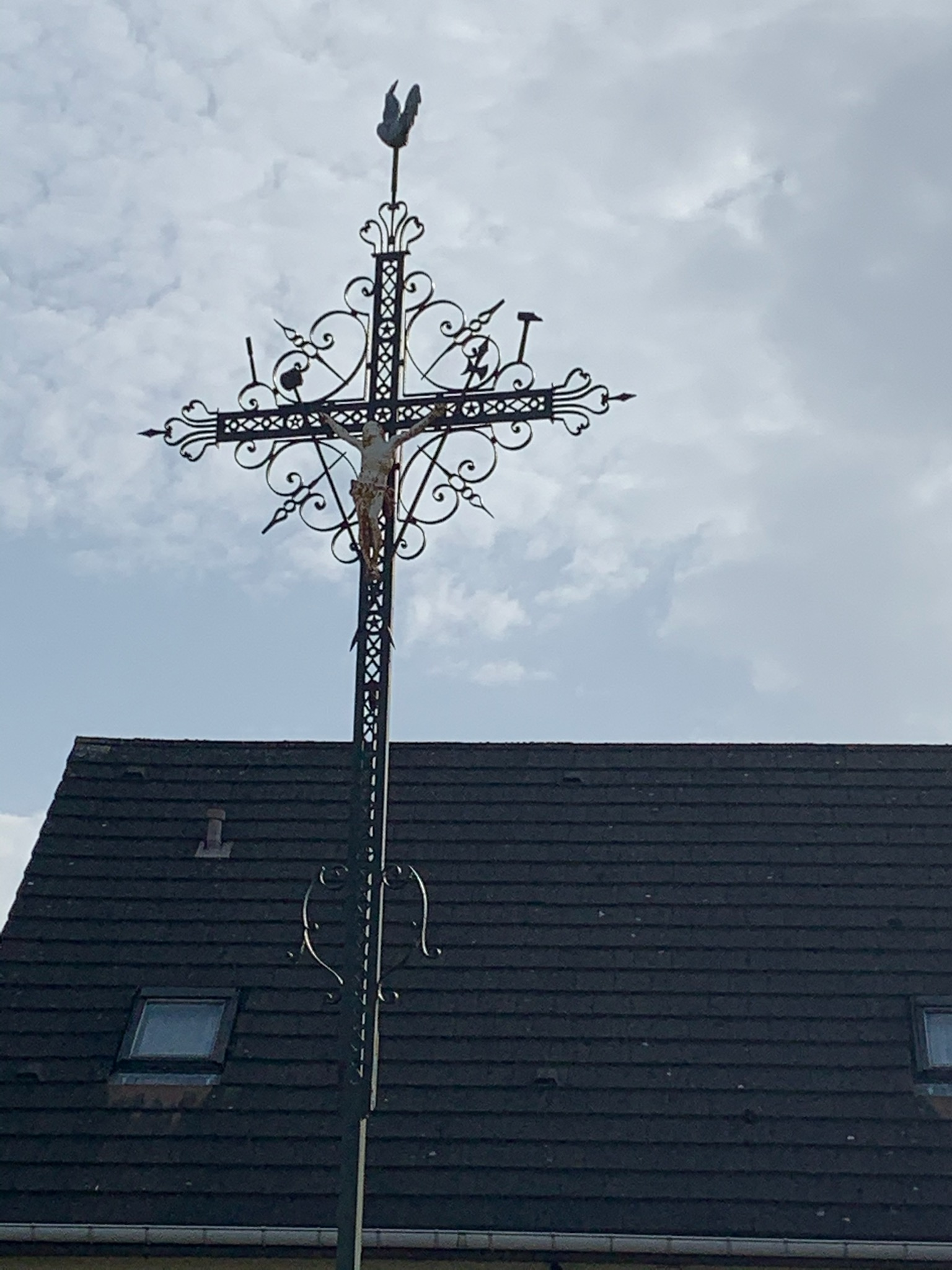
Calvaire - Hameau d'Argenlieu
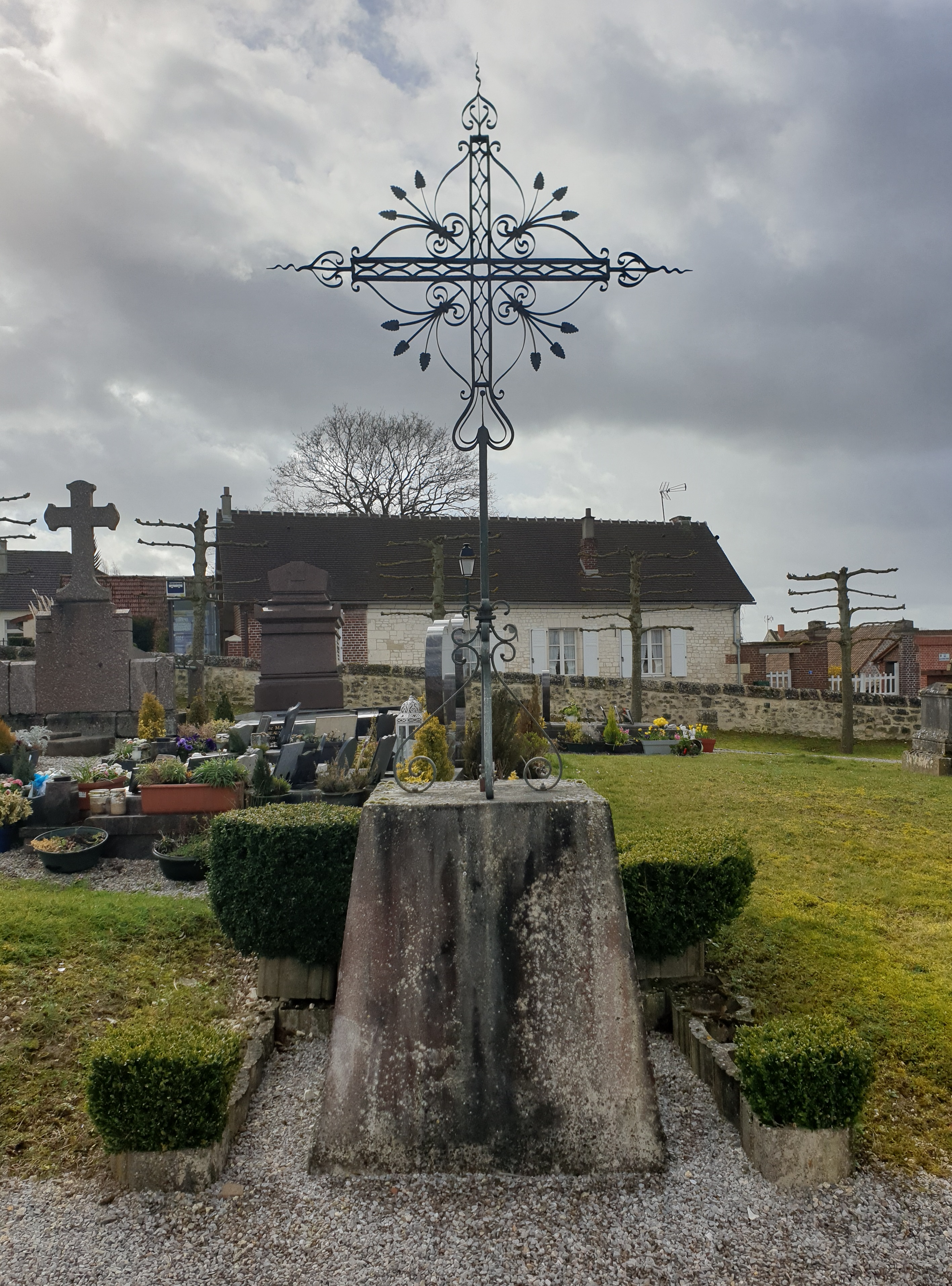
Calvaire du cimetière
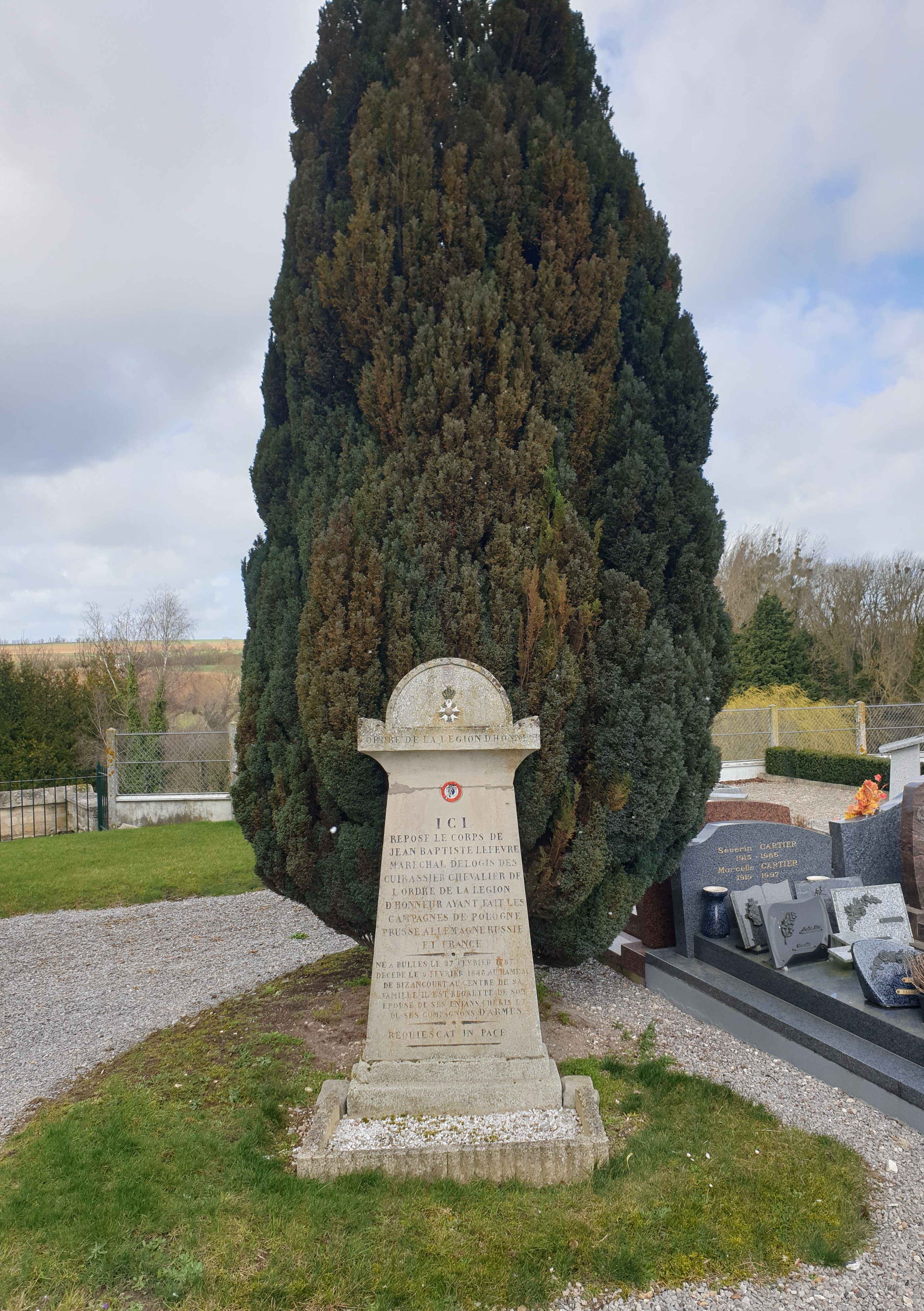
Stèle en hommage à Jean Baptiste Lefevre - Légion d'honneur
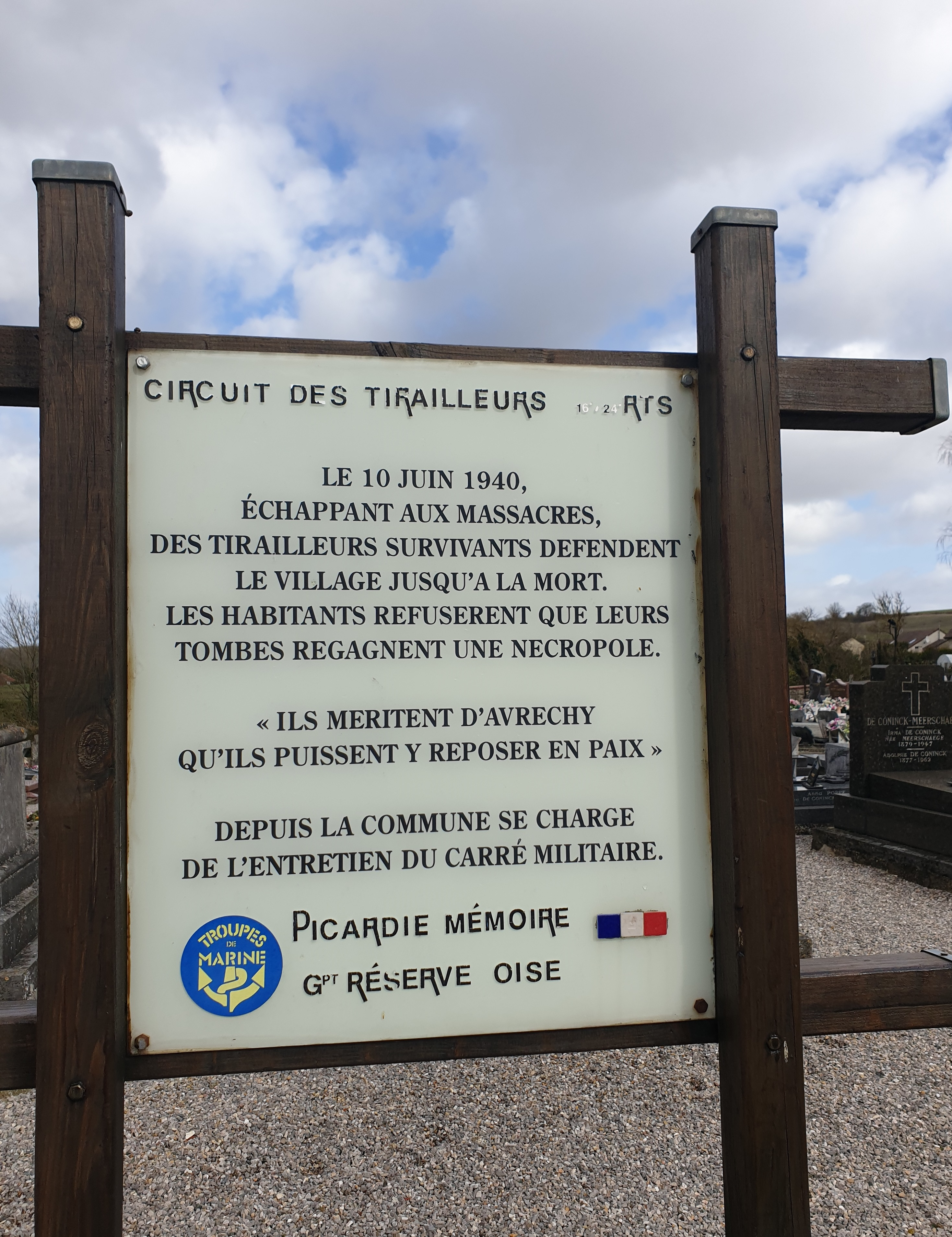
Panneau en hommage à la 4ème division
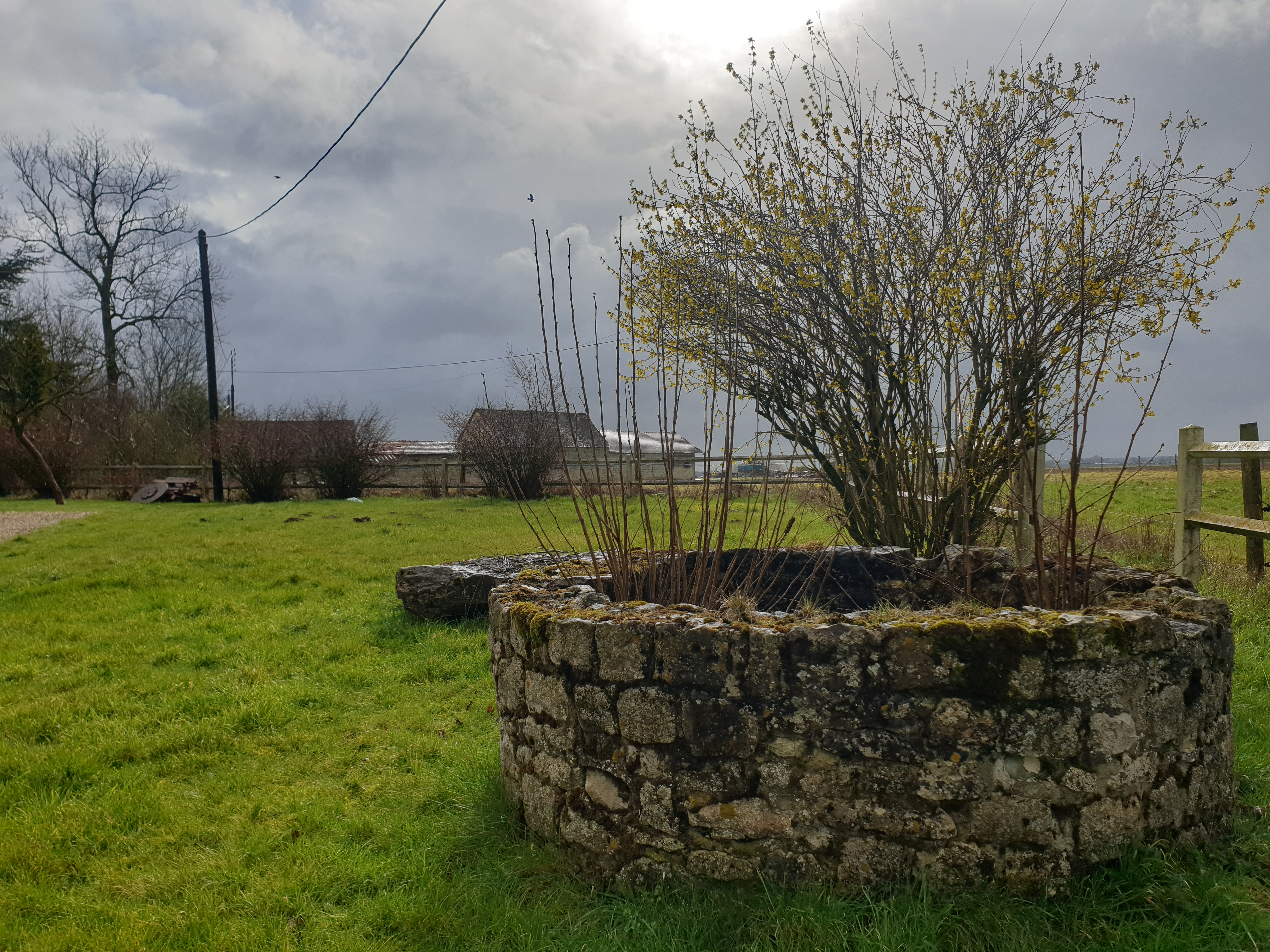
Ancien puits du château
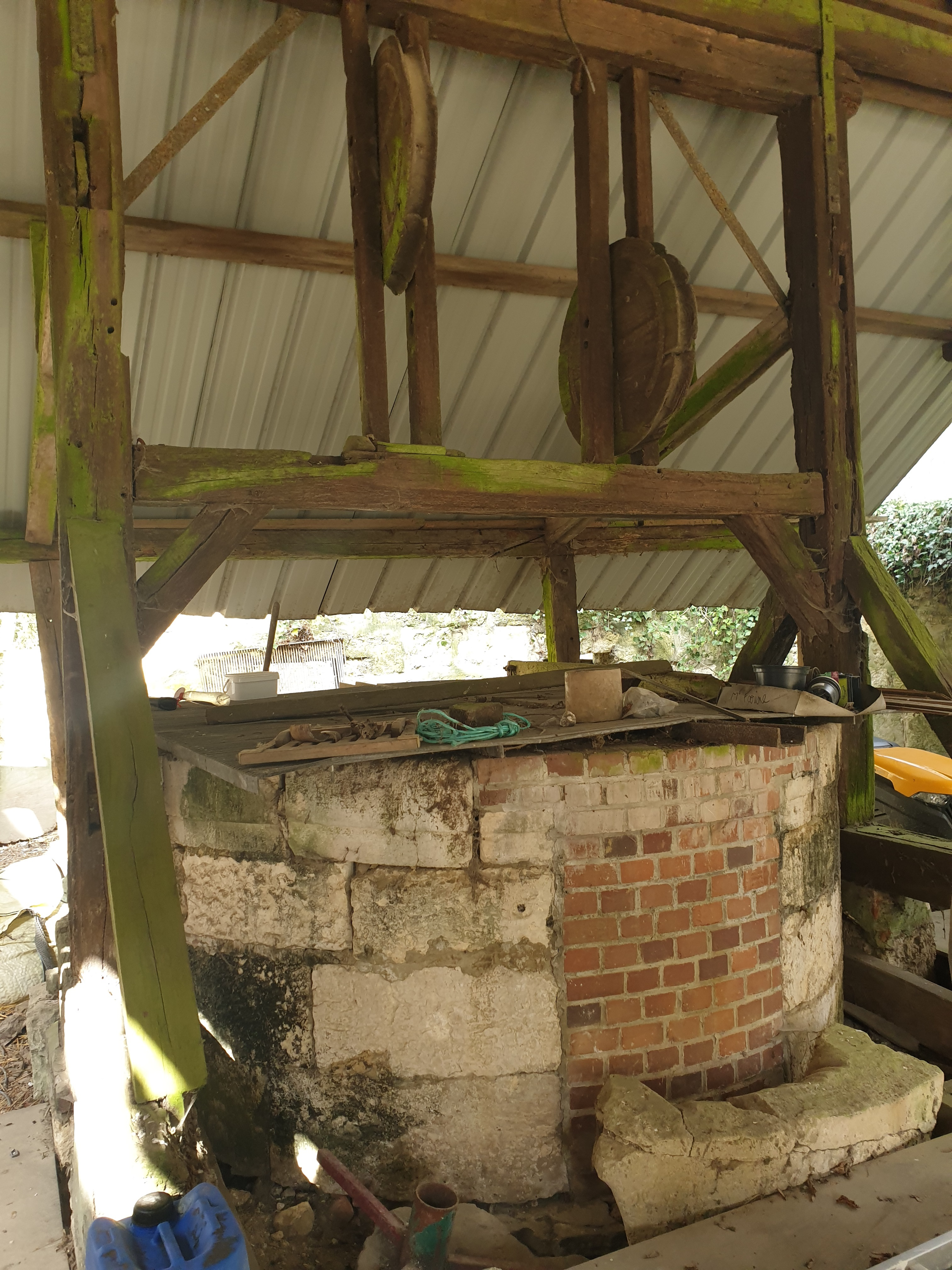
Ancien puits à tourelle
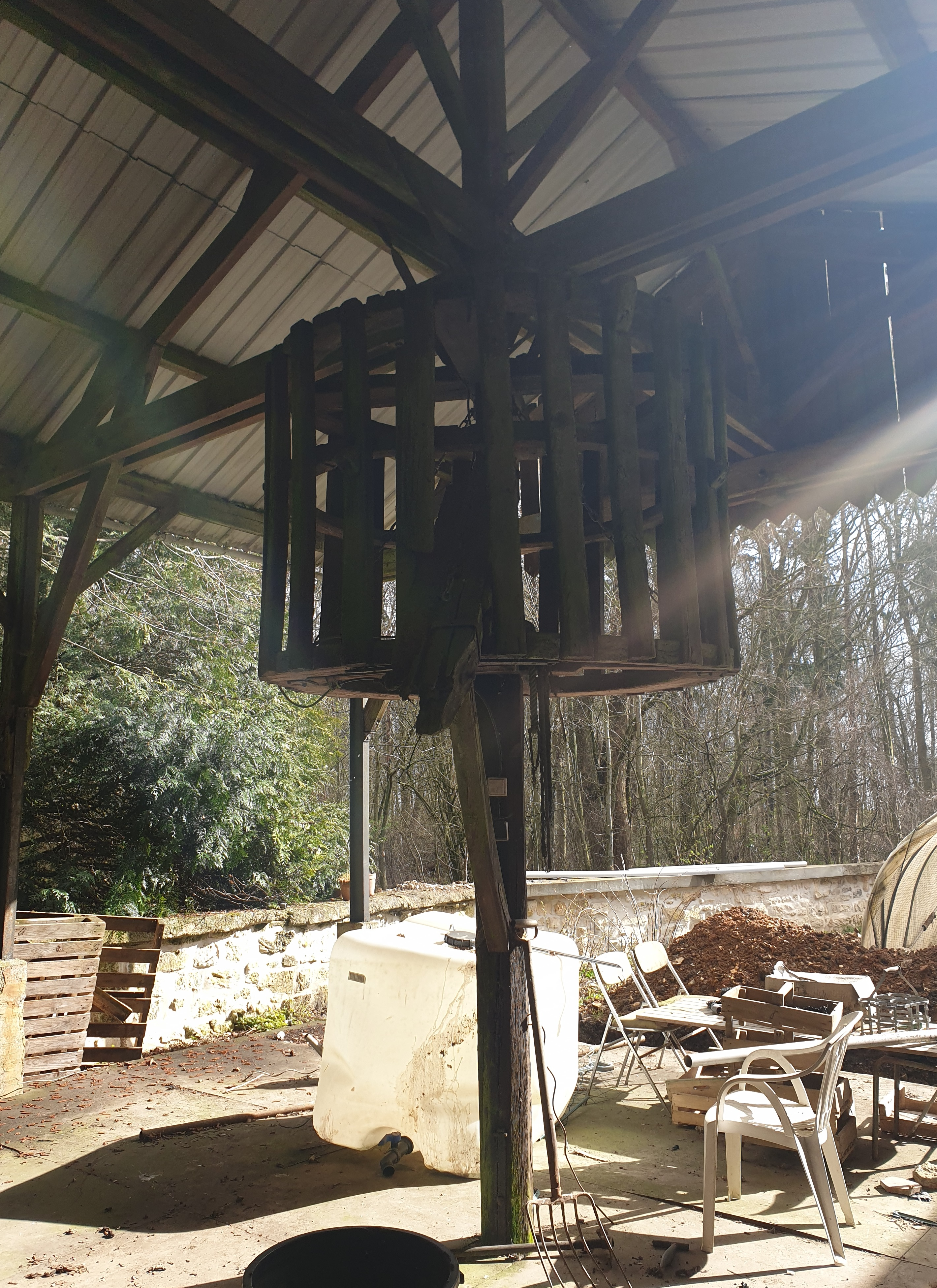
Ancien puits à tourelle
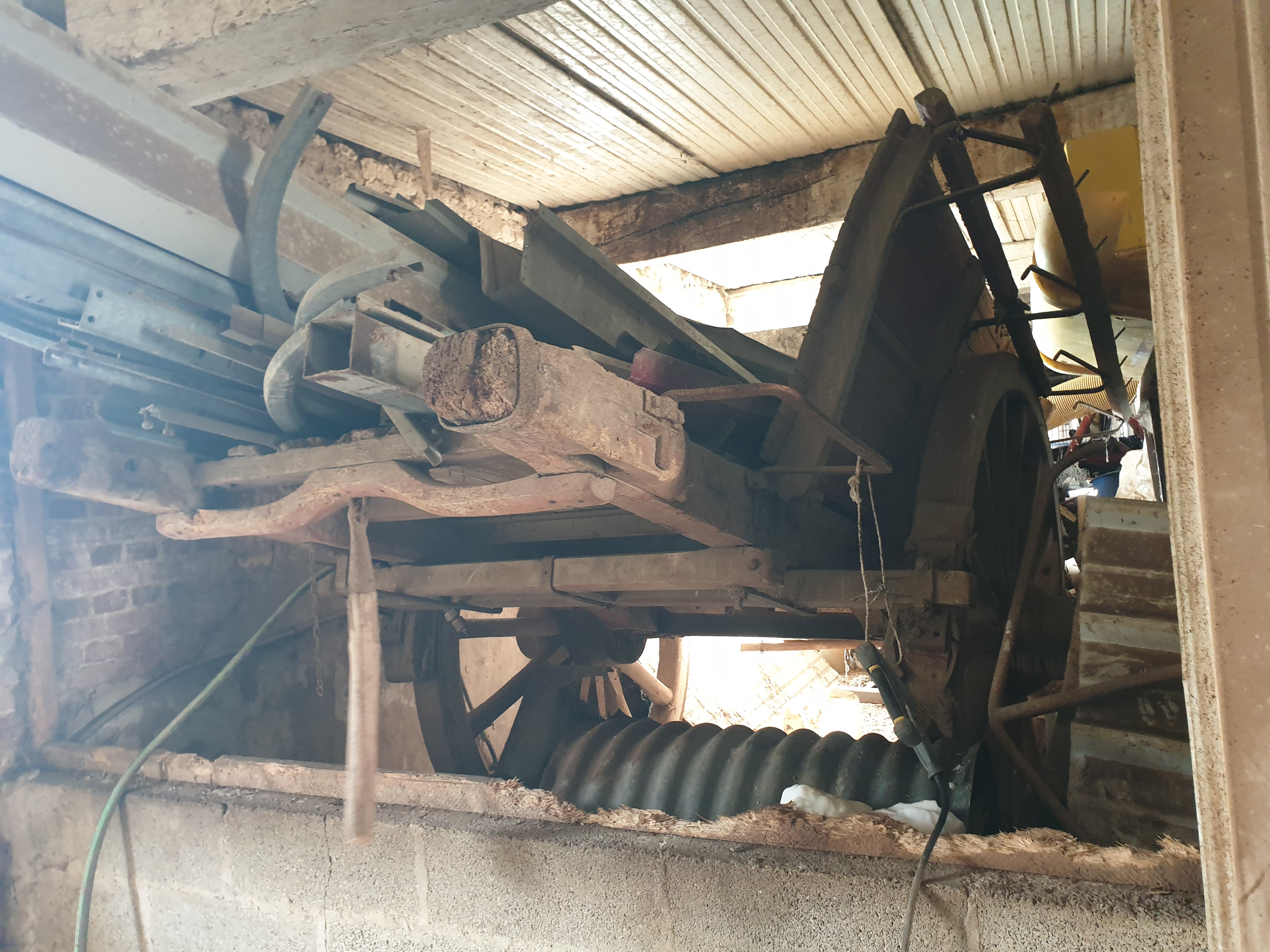
Ancien Tombereau

- Ancienne Maison de pierre (Hameau de Bizancourt) - Piliers de porte en pierres - Mur en pierres et en briques

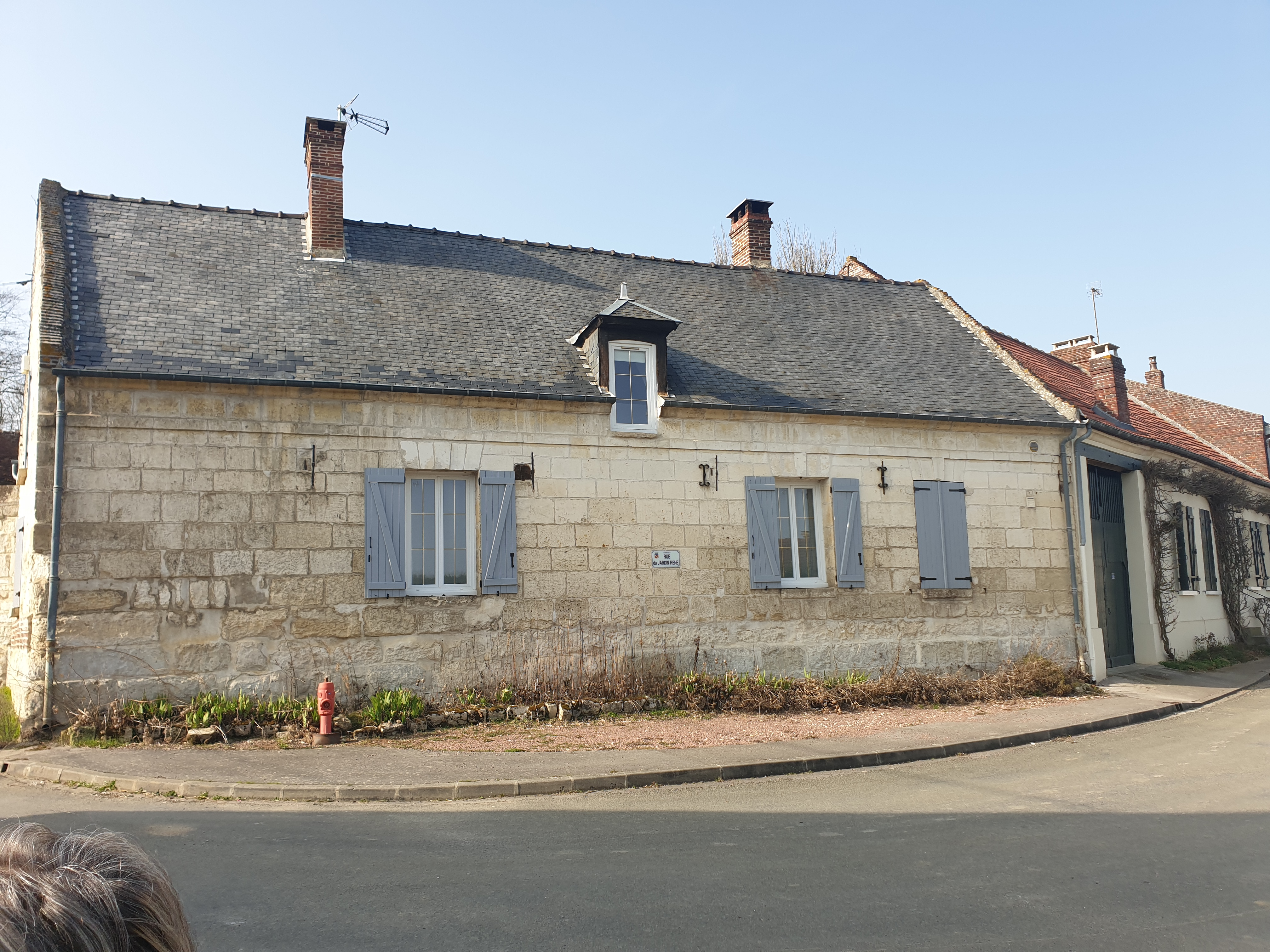
Ancienne Maison en pierre
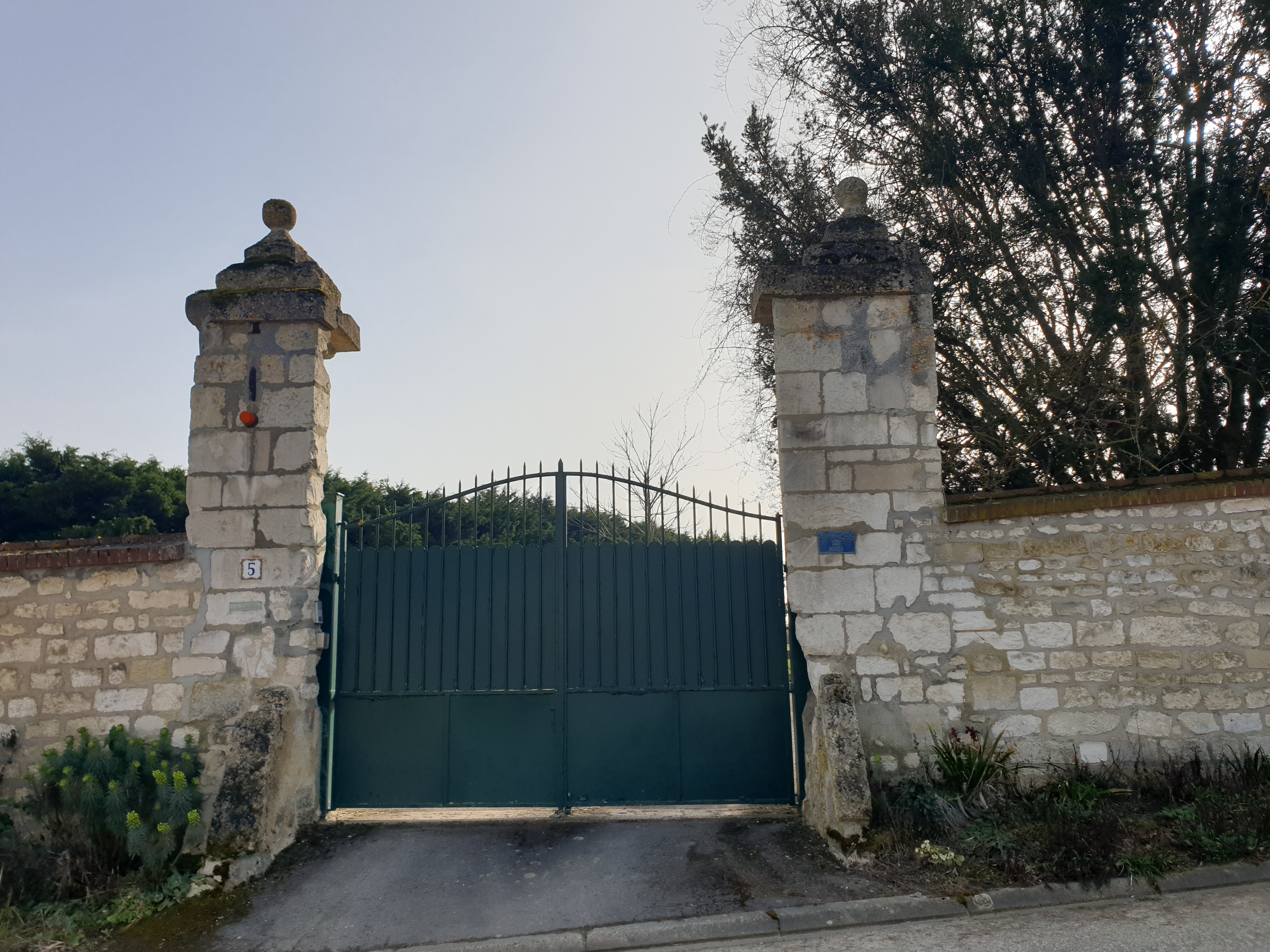
Piliers en pierre
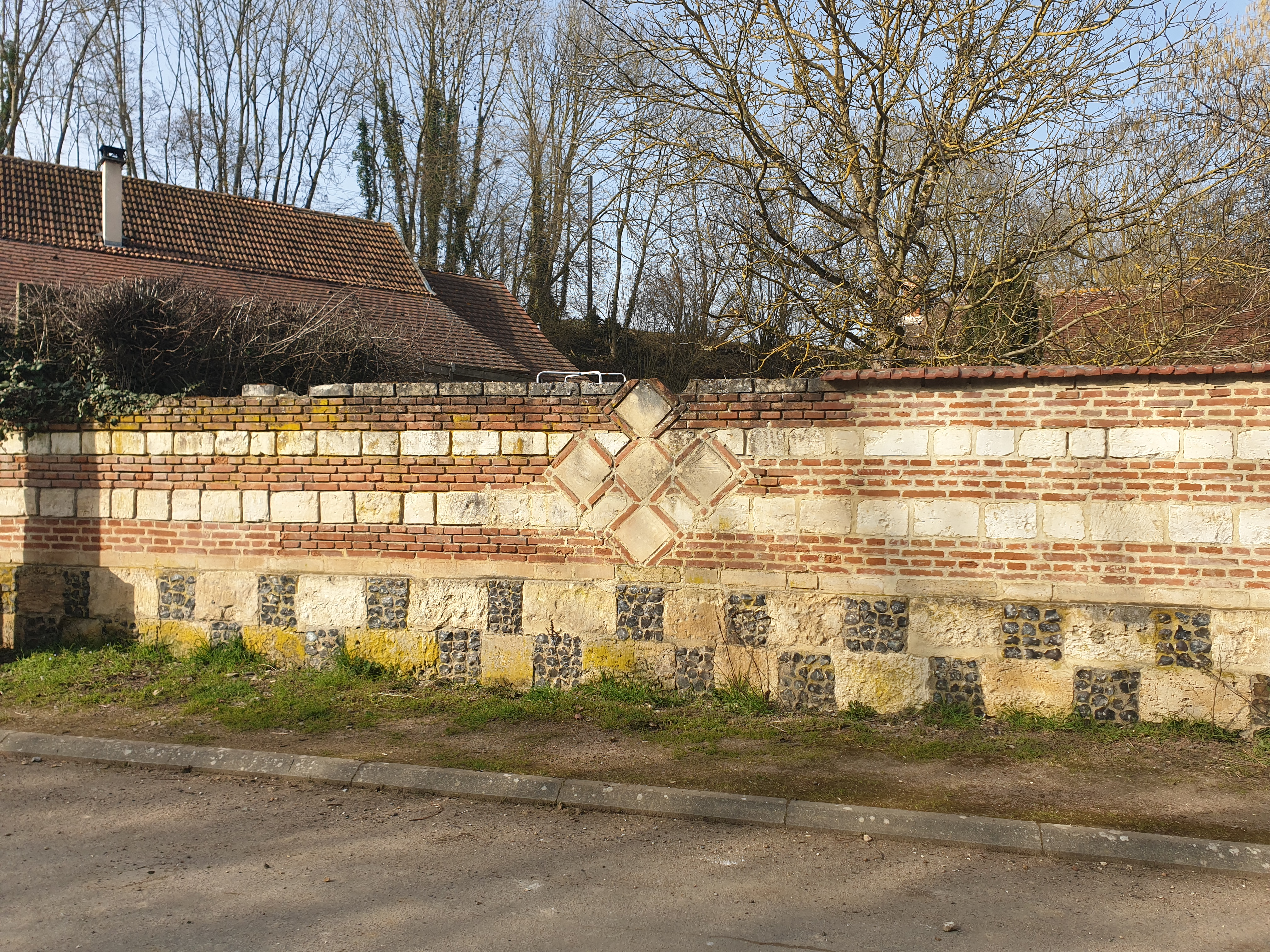
Mur - Hameau de Bizancourt
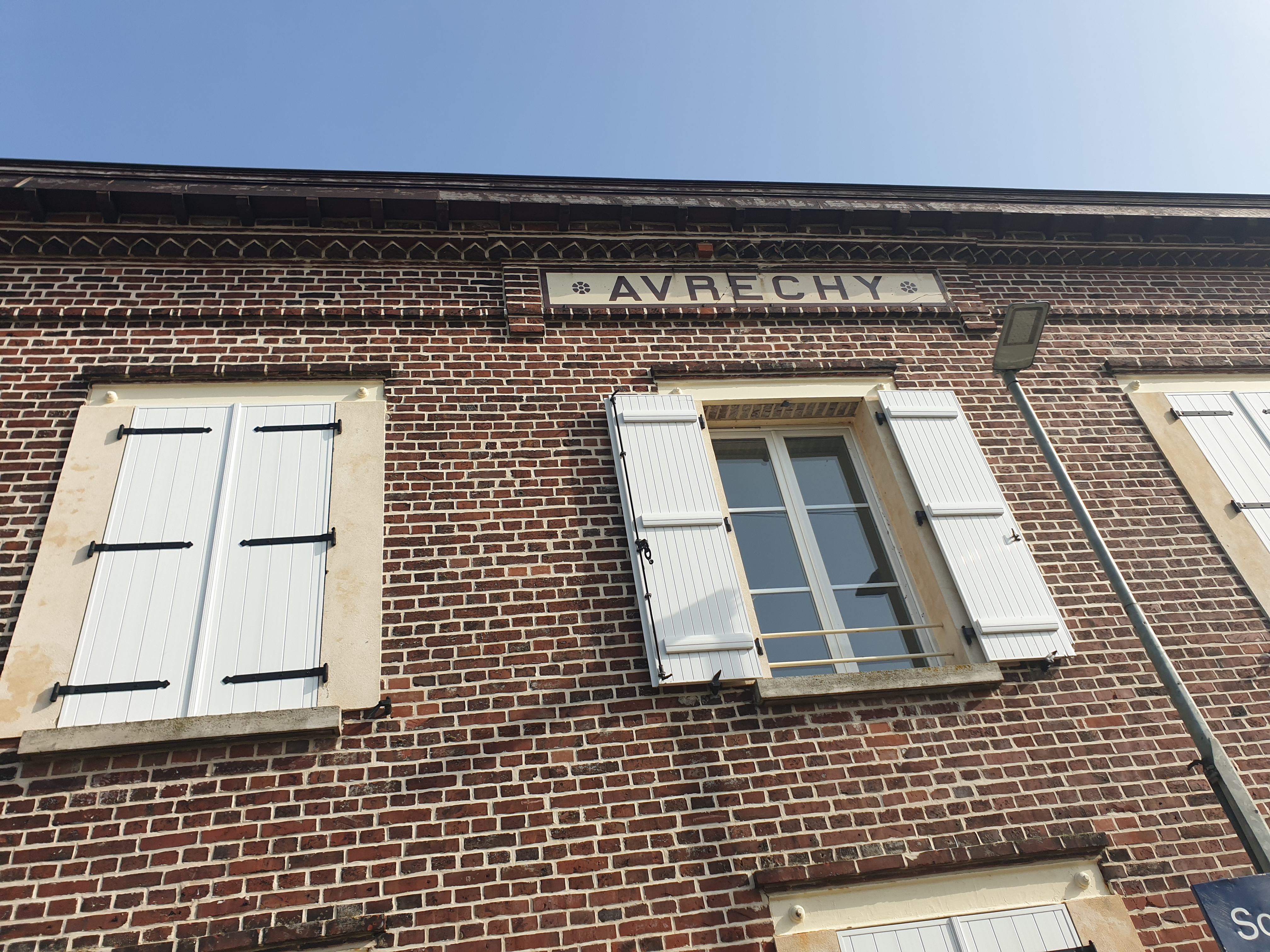
L'ancienne Gare

### Personnalités liées à la commune
- Olivier Thierry d'Argenlieu (1887-1940), général de brigade, mort pour la France le 19 mai 1940, y a sa sépulture. Lui et son fils Louis (mort en 1948) ont leur nom gravé au recto du monument aux morts.
- Amiral Georges Thierry d'Argenlieu (1889-1964), chef des Forces navales françaises libres, prêtre, dont le nom reste associé au déclenchement de la guerre d'Indochine en 1946. Le général de Gaulle est venu à Avrechy en 1964 assister  à ses funérailles, qui se sont déroulées dans l'église Saint-Lucien[41],[42], où il est inhumé.

#### Liste de seigneurs d'Avrechy
On peut mentionner les noms de Eudes d'Argenlieu en 1197] Ansoult, son fils, en 1220, Simon, Jean et Ansoult, chavaliers, au XIIIe siècle. Ce dernier avait épousé Witisse de la Tournelle, morte en 1291, dont la tombe se trouvait dans le chœur du couvent des Cordeliers de Beauvais. Au XIVe siècle, il faut citer Pierre d'Argenlieu, chevalier, Guillaume, écuyer, en 1373, Jean, écuyer, en 1397.
De la famille d'Argenlieu, cette terre vient par alliance, à la fin du XIVe siècle, à celle de Campdeville, et passa, par le même moyen, vers 1480, à la maison de Hangest. On peut ainsi nommer Martin de Hangest, dit Martelet, vicomte d'Argenlieu, seigneur d'Avrechy, Lamécourt, l'Épinette, qui meurt à la bataille de Pavie en 1525. On ignore à quelle date cette terre est érigée en vicomté. Parmi les seigneurs de Bizancourt, il faut citer Alice, en 1218, la famille Colin Paix-est-Bonne, au XIVe siècle, Gaspard le Sellier, en 1539. Tristan de Maignelay, était seigneur du Metz en 1373, Lancelot de Venise en 1572.

### Héraldique
| Blason de Avrechy | Blason  | De gueules à la bande ondée d'argent accompagnée de deux gerbes de blé d'or, au chef d'azur semé de fleurs de lys d'or. |
| Blason de Avrechy | Détails | Le statut officiel du blason reste à déterminer.                                                                        |